# Жінки в хореографії

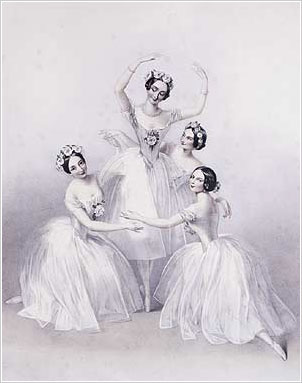
Літографія ; 1845 рік.(зліва направо):, Марія Тальоні, Люсіль Ґран та

Важливе місце жінок у танцях можна простежити до самих витоків цивілізації. Печерні наскельні розписи, єгипетські фрески, індійські статуетки, давньогрецьке і римське мистецтво, а також записи про придворні традиції в Китаї і Японії — все це свідчить про важливу роль, яку жінки відігравали в ритуальних і релігійних танцях від початку людської історії. В Середні віки те, що стало відомо як балет, починалося на італійських придворних фестивалях, коли жінки часто виконували ролі чоловіків. Однак саме в кінці XVII століття у Франції Паризька опера явила світові перших знаменитих балерин. У той час, як жінки стали домінувати на сцені балету в XVIII столітті, саме з появою романтичного балету в XIX столітті вони стали безперечним центром уваги, із зірками, що грали головні ролі у творах Маріуса Петіпа, які виступають у театрах по всій Європі від міланського «Ла Скала» до Маріїнського театру в Санкт-Петербурзі. У сучасному ж світі жінки грають провідну роль в розвитку різних форм сучасного танцю, включаючи фламенко й експресіоністський танець.

## Історія
Жінки завжди відігравали домінуючу роль в танцях, як це видно з їх ранньої історії від появи формальних танців у XV столітті, які з часом переросли в балет, до сучасних видів танцювального мистецтва.

### Давні часи
Наскельні малюнки, зроблені ще в 6000 році до нашої ери, вже зображували танцюючих жінок. Приклади цього можна побачити в печері Аддаута поблизу Палермо і в Рока-дель-Морос в Каталонії. У Стародавньому Єгипті жінки виконували ритуальні танці для релігійних церемоній, таких як похорони, про що свідчать фрески на гробницях фараонів. Найдавніші записи про організовані танці й професійних танцюристок походять з Єгипту. Особливо танці були популярні за часів Старого королівства, коли жінки були організовані в групи, знані як кхенери, до яких, мабуть, лише тільки на пізньомішу етапі існування долучилися й чоловіки.

Крім того, на Індійському субконтиненті також були знайдені ранні свідоцтва танцюючих жінок, особливо бронзова статуетка з Мохенджо-Даро в долині Інду, що датується приблизно 2500 роком до н. е. У той час як рання участь чоловіків у танцювальних ритуалах, мабуть, була пов'язаною з полюванням і боями — жіночий танець був насамперед пов'язаний з родючістю, як сільськогосподарською, так і людською.

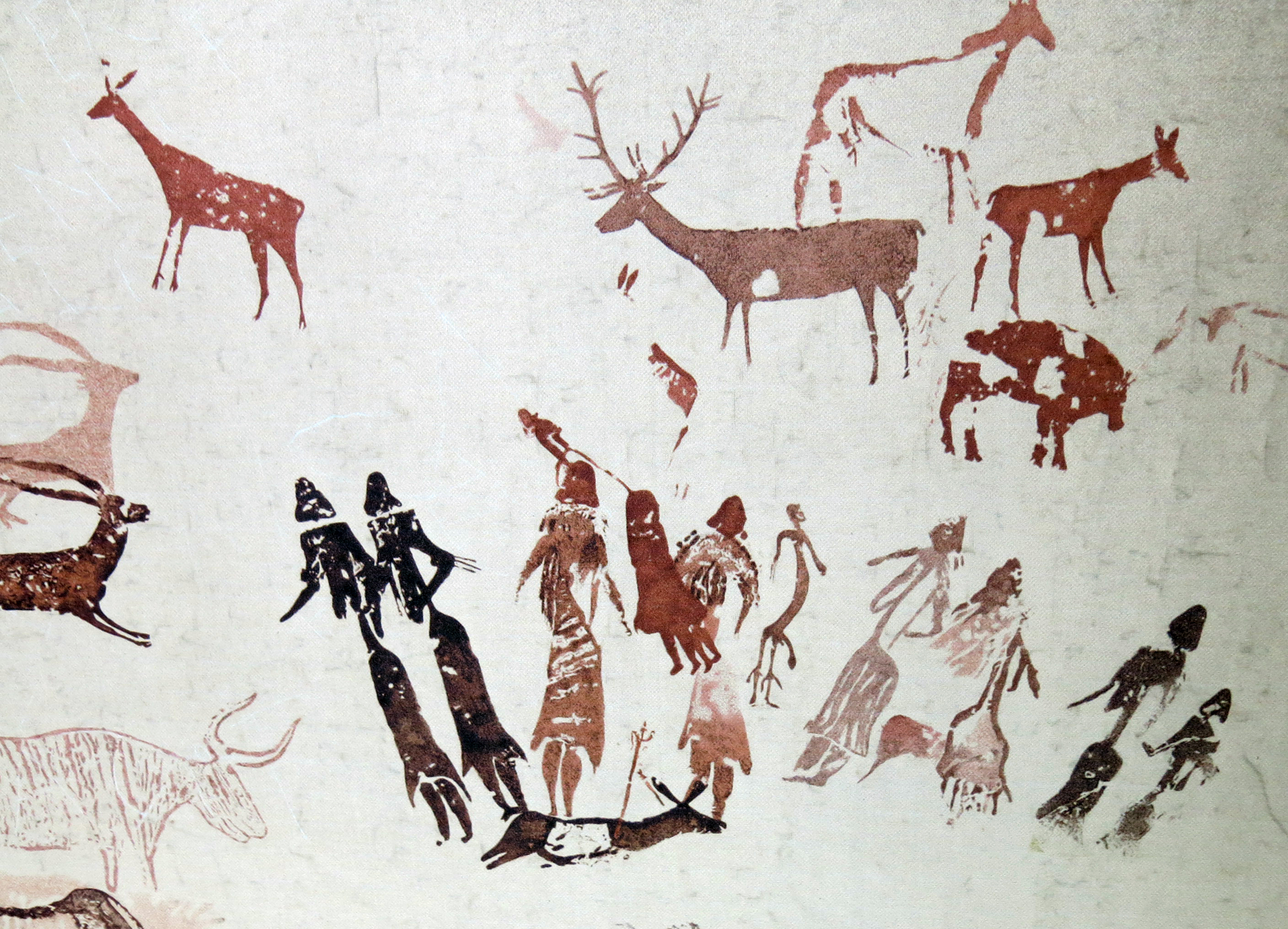
Танцюючі жінки; Малюнок у печері Рока-дель-Морос[en]
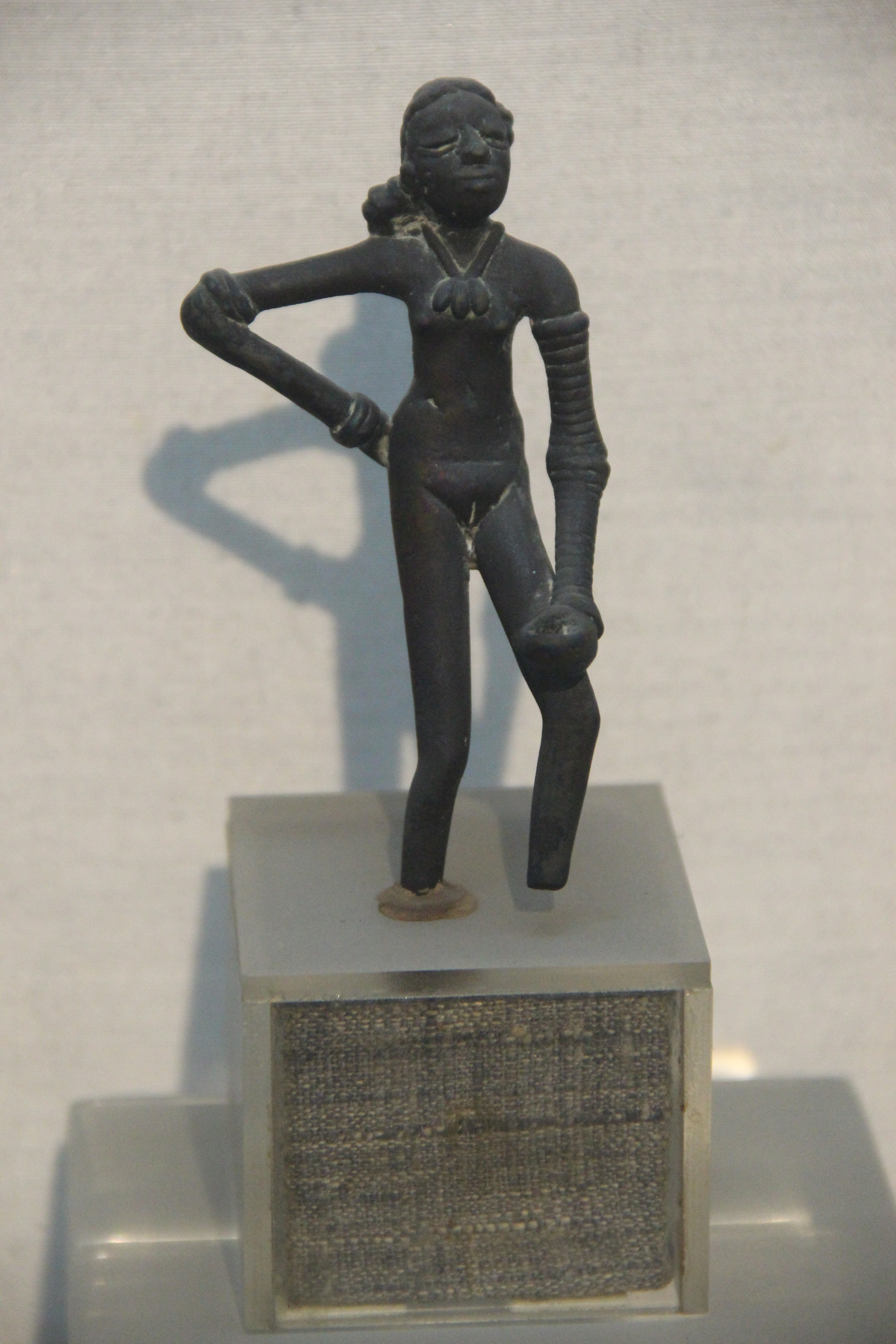
Статуетка танцюючої дівчини у Мохенджо-Даро
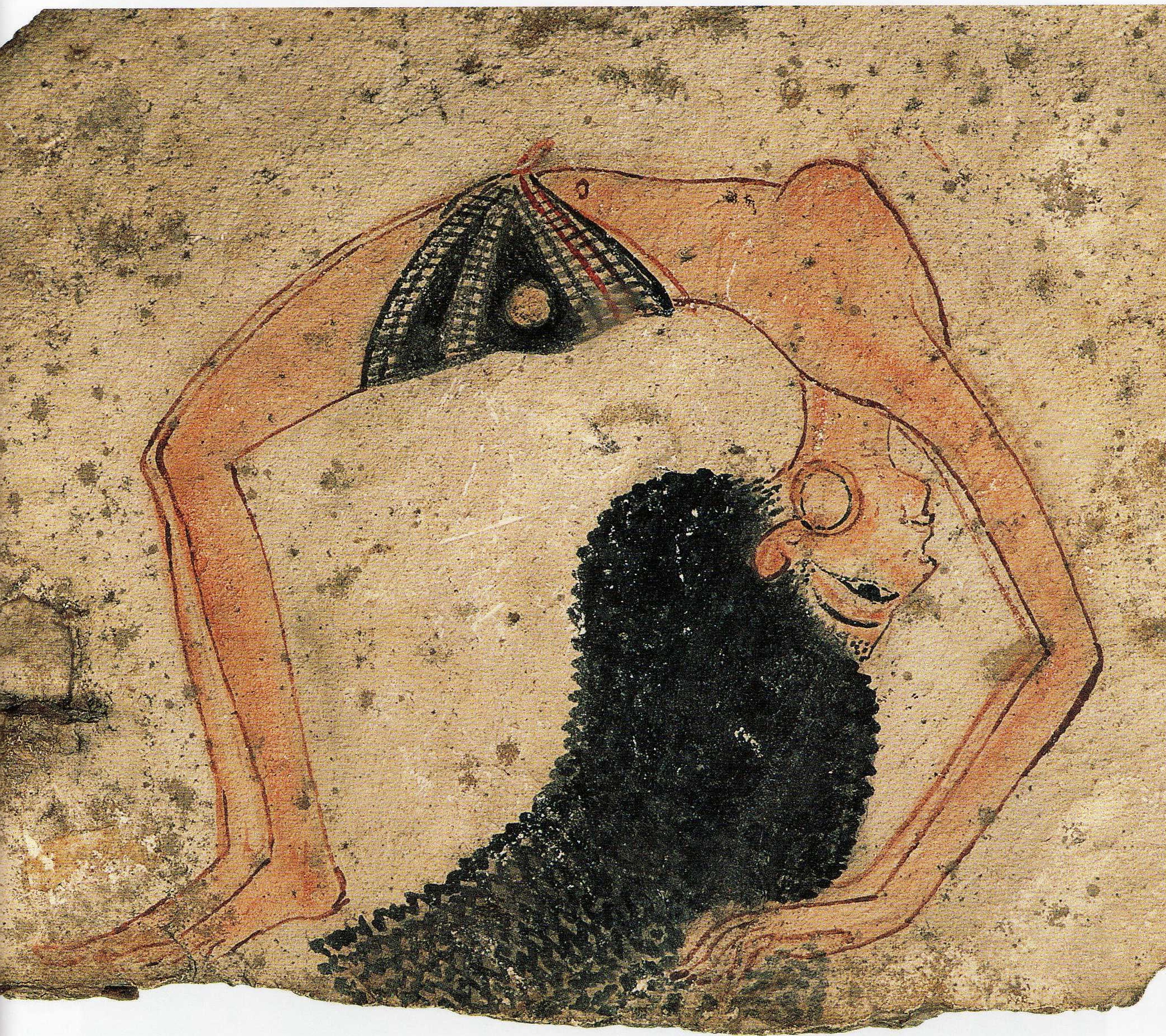
Давньоєгипетська танцюристка
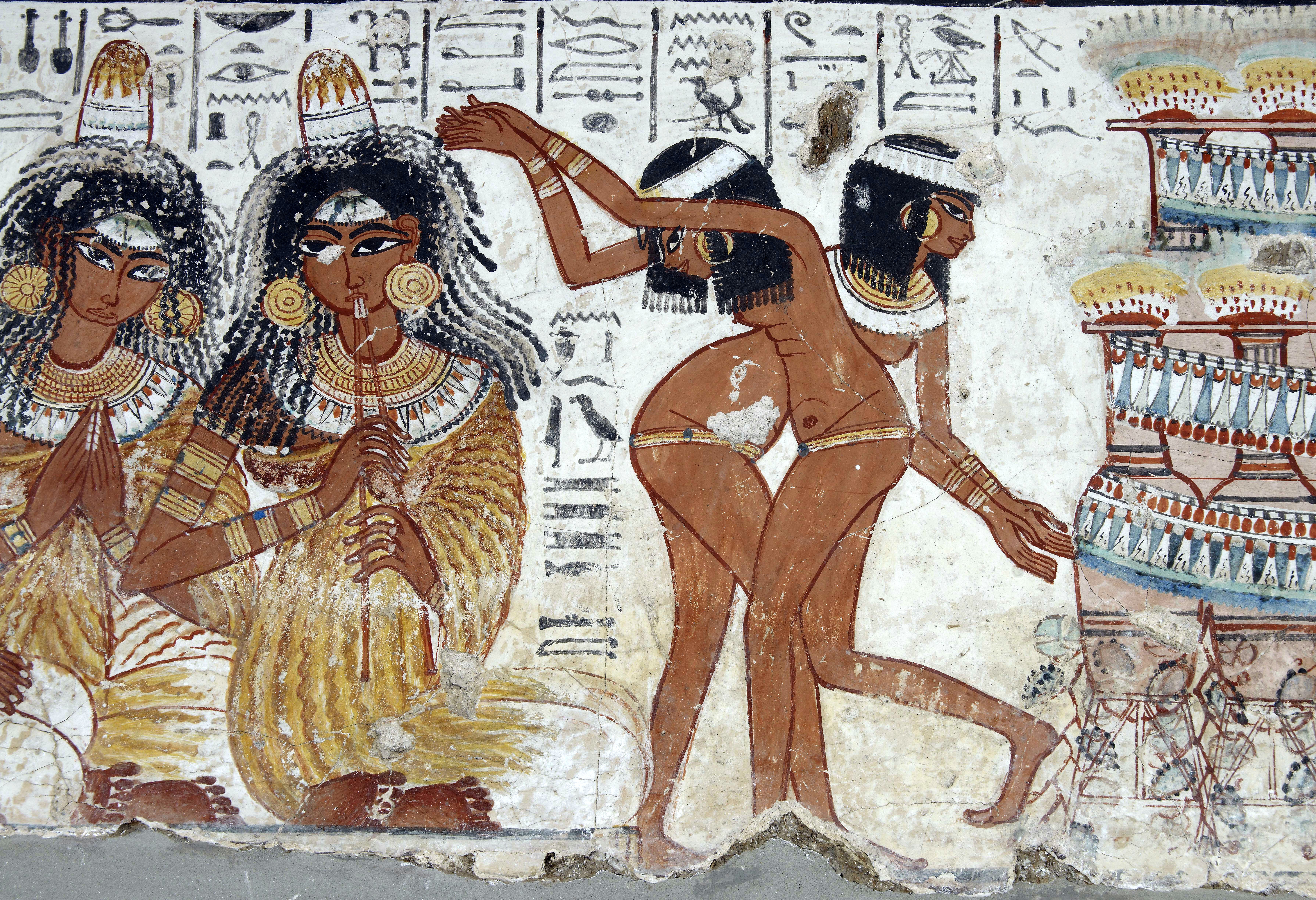
Могила Небамуна

Танець на Криті й в Греції, мабуть, розвивався під впливом танців Стародавнього Єгипту. Існує низка прикладів давньогрецького мистецтва VI та V століть, що зберегился до нашої ери, які зображують танцюючих жінок. Діви Делоса танцювали в колі на честь Аполлона, в той час, як Терпсіхора була музою танцю. У VI столітті до нашої ери хор став невіддільною частиною грецького театру, а жінки, знані як діонісійки, часто зображувані на грецьких вазах, танцювали прославляючи бога вина Діоніса. У Стародавньому Римі співачки й танцюристки виступали на щорічних святкуваннях Ісіди, які включали таємничі п'єси, що зображують воскресіння Осіріса.

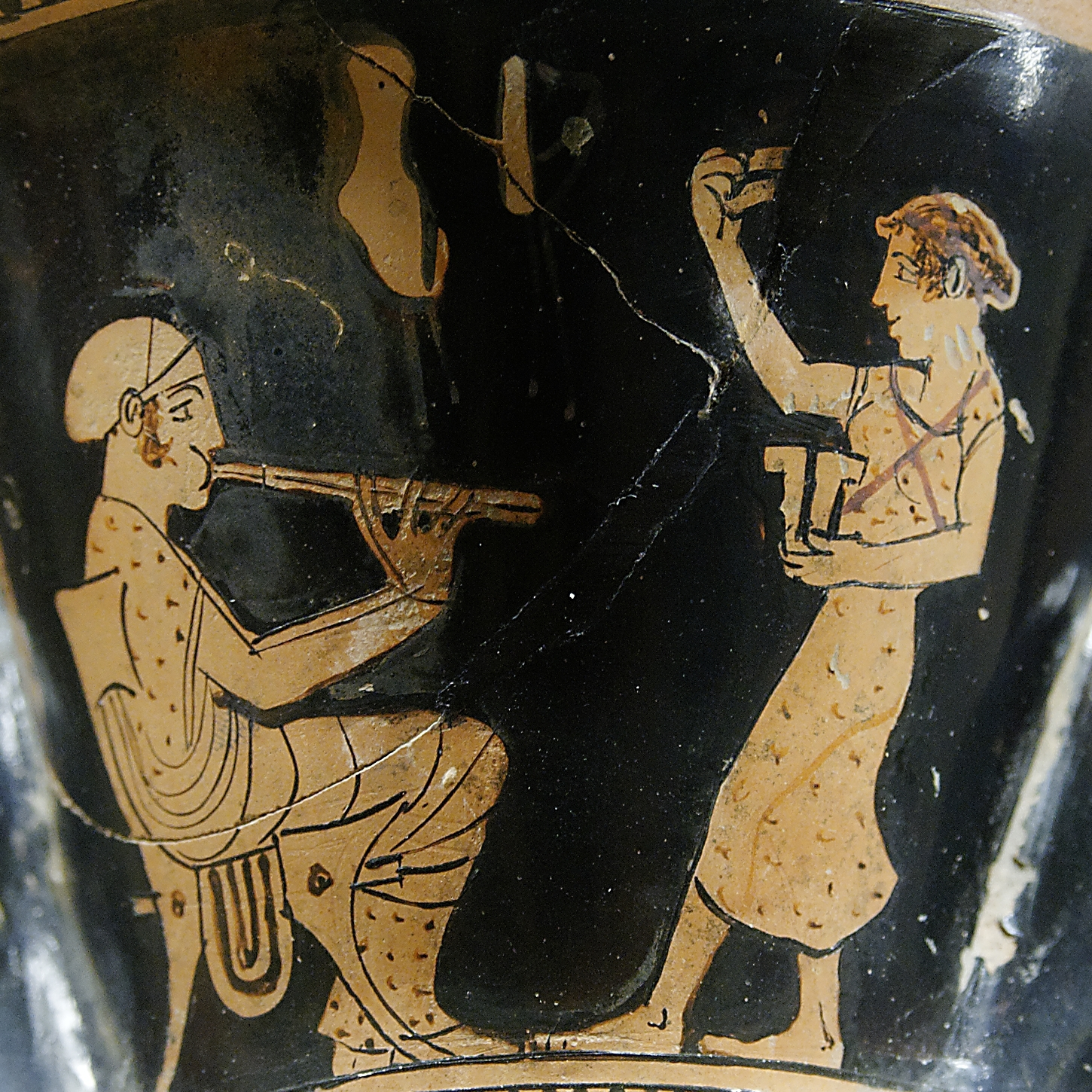
Музикант і танцюрист
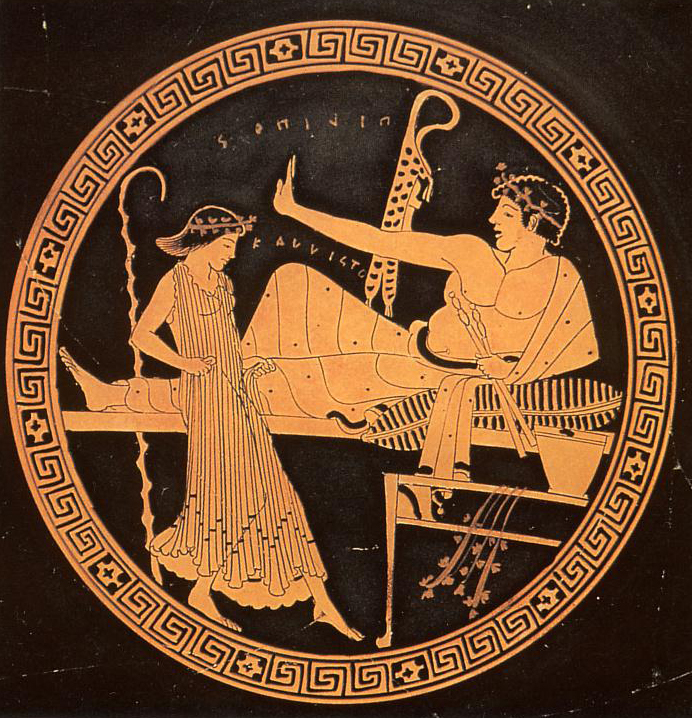
Грецька танцюристка, Афіни
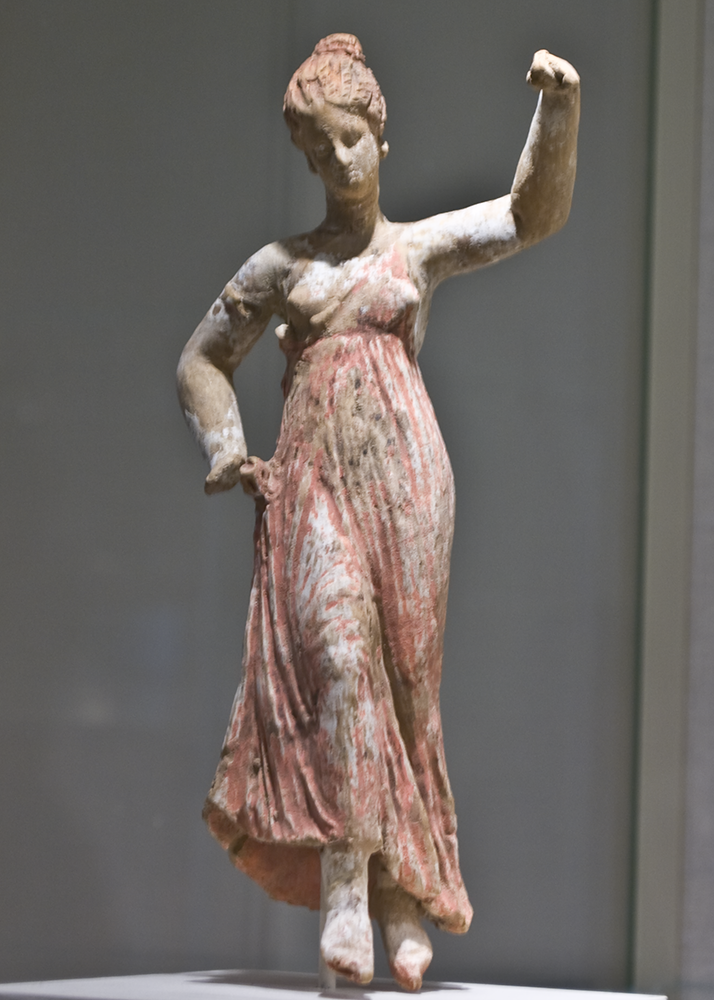
Грецька теракотова статуетка танцюючої Менади
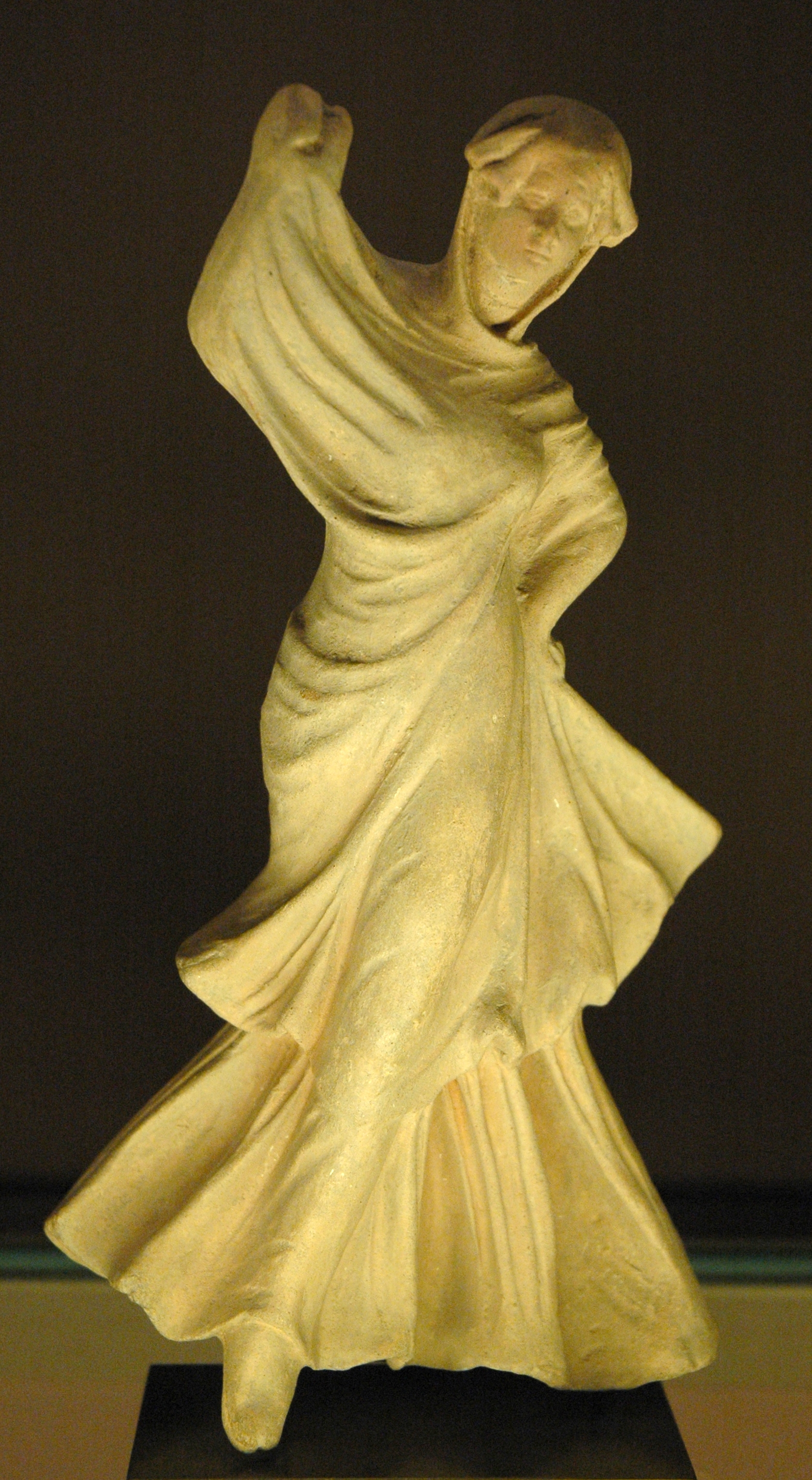
Завуальована теракотова танцюристка
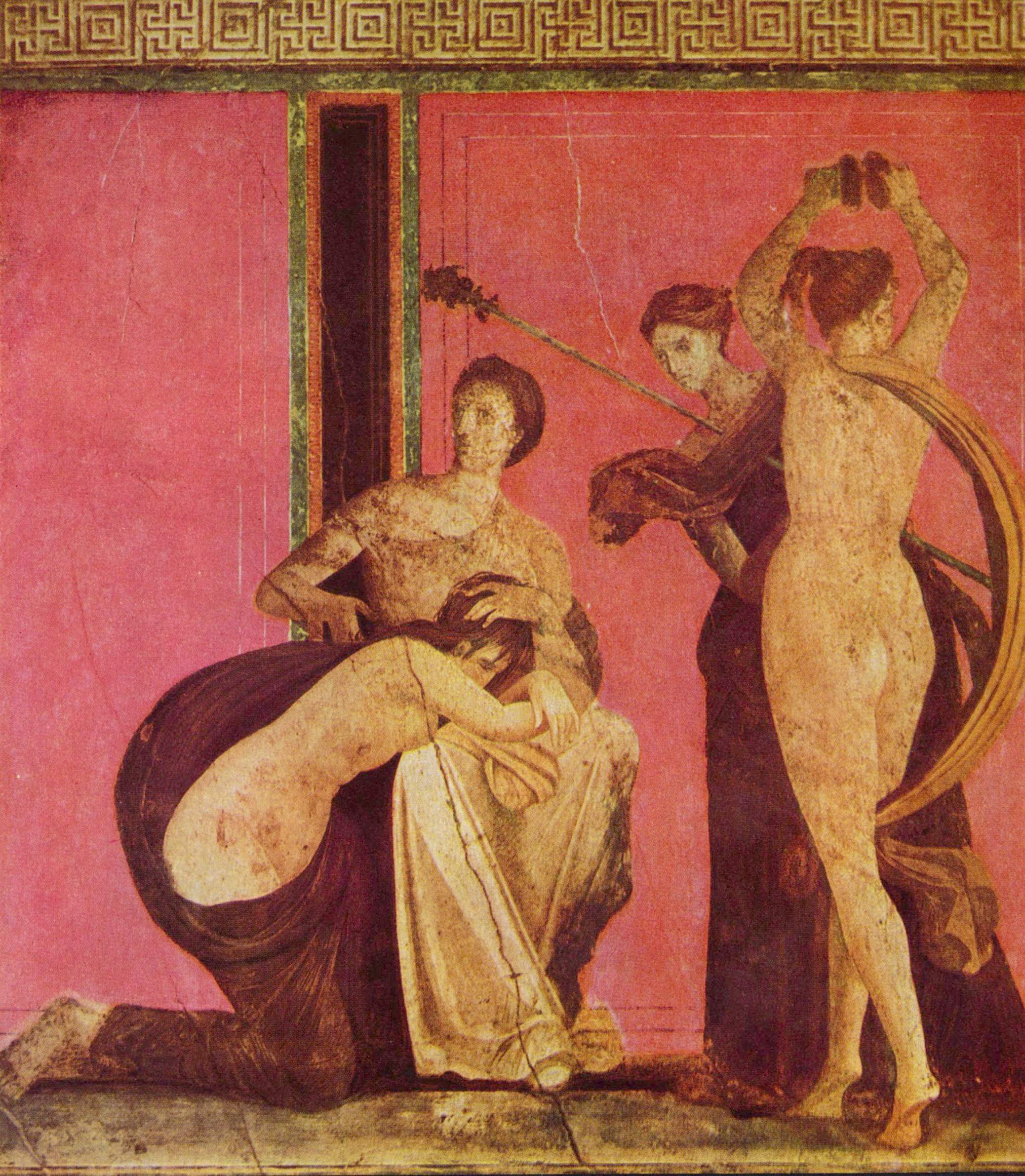
Фреска діонісійного танцю ініціації, Помпеї

Біблія також містить кілька оповідань про жіночі танці, зокрема про свята, які влаштовувала пророчиця Міріам після переходу через Червоне море, коли жінки, як кажуть, танцювали й грали на ручних барабанах. Про те, як після того, як Давид повернувся після вбивства Голіафа, жінки вийшли співати й танцювати. У Новому Заповіті Матвій розповідає історію про те, як Саломія танцювала для Ірода, щоб отримати голову Іоанна Хрестителя.

Танець Міріам
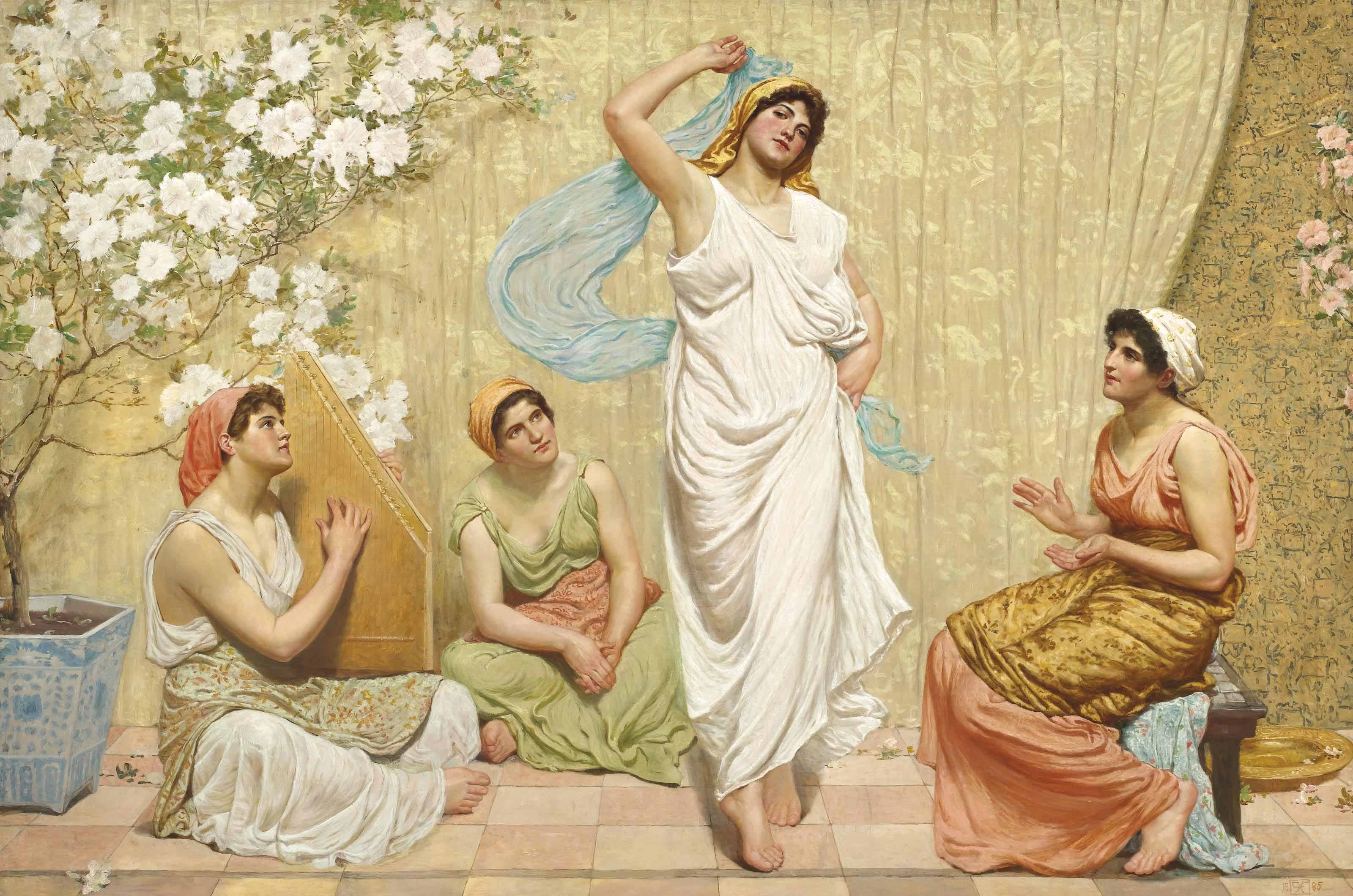
Танець Саломії

### Японія і Китай
У Китаї також існує довга історія танцюристок, яка розпочала повноцінний розвиток з часів династії Чжоу і досягла піку при династії Тан. Хорові танці, що виконувалися жінками династії Чжоу, були знані як сі. У стародавніх театральних виставах, званих байсі (пай-ши), ймовірно, брали участь танцюючі дівчата в сукнях з розгорнутими шовковими рукавами. Тексти періоду Весни й Осені містять описи професійних танцюючих дівчат, в той час, як танець Нішан Юйї, створений імператором Сюань-цзун, зображує цнотливих жінок, що танцюють ніби в чарівному світі. В Японії XII століття Сірабьосі були відомі своїми танцями й поезією. Однією з найвідоміших була придворна танцюристка Сідзука, яка неодноразово згадувалася в японській літературі того періоду.

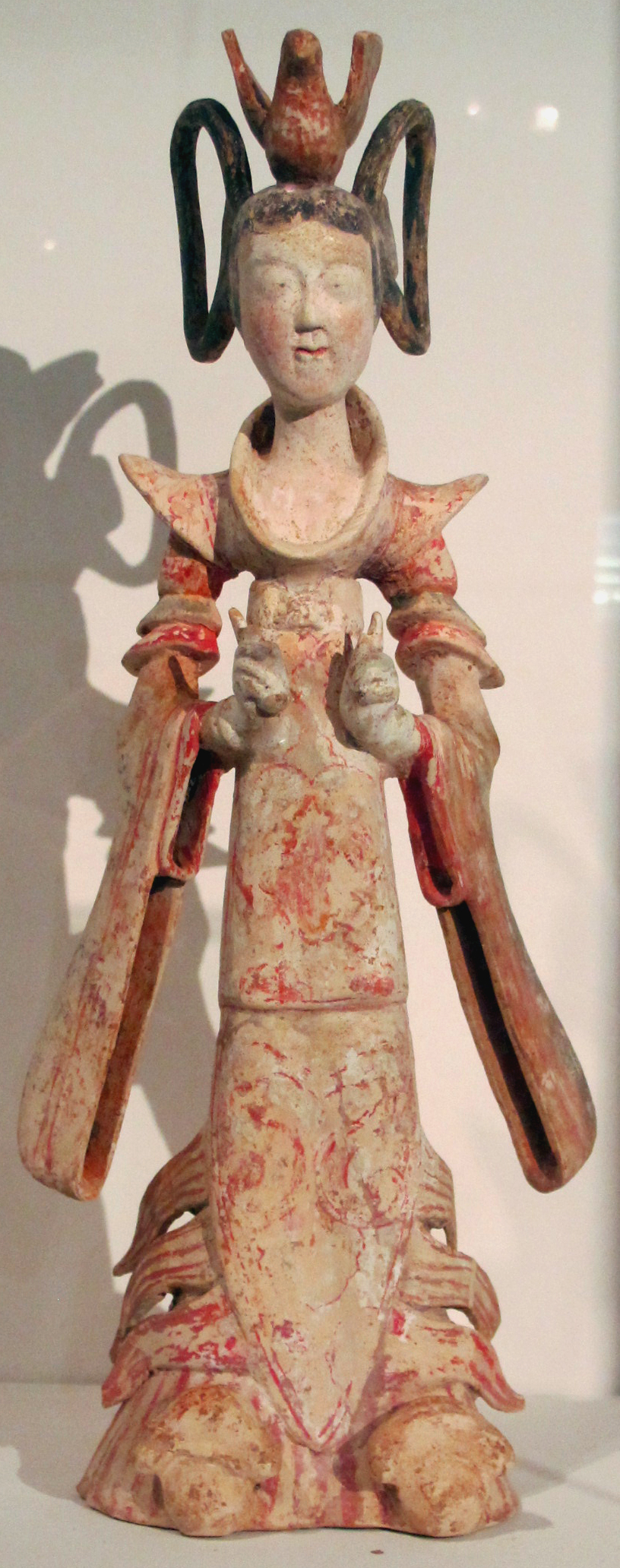
Китайська танцюристка з династії Тан
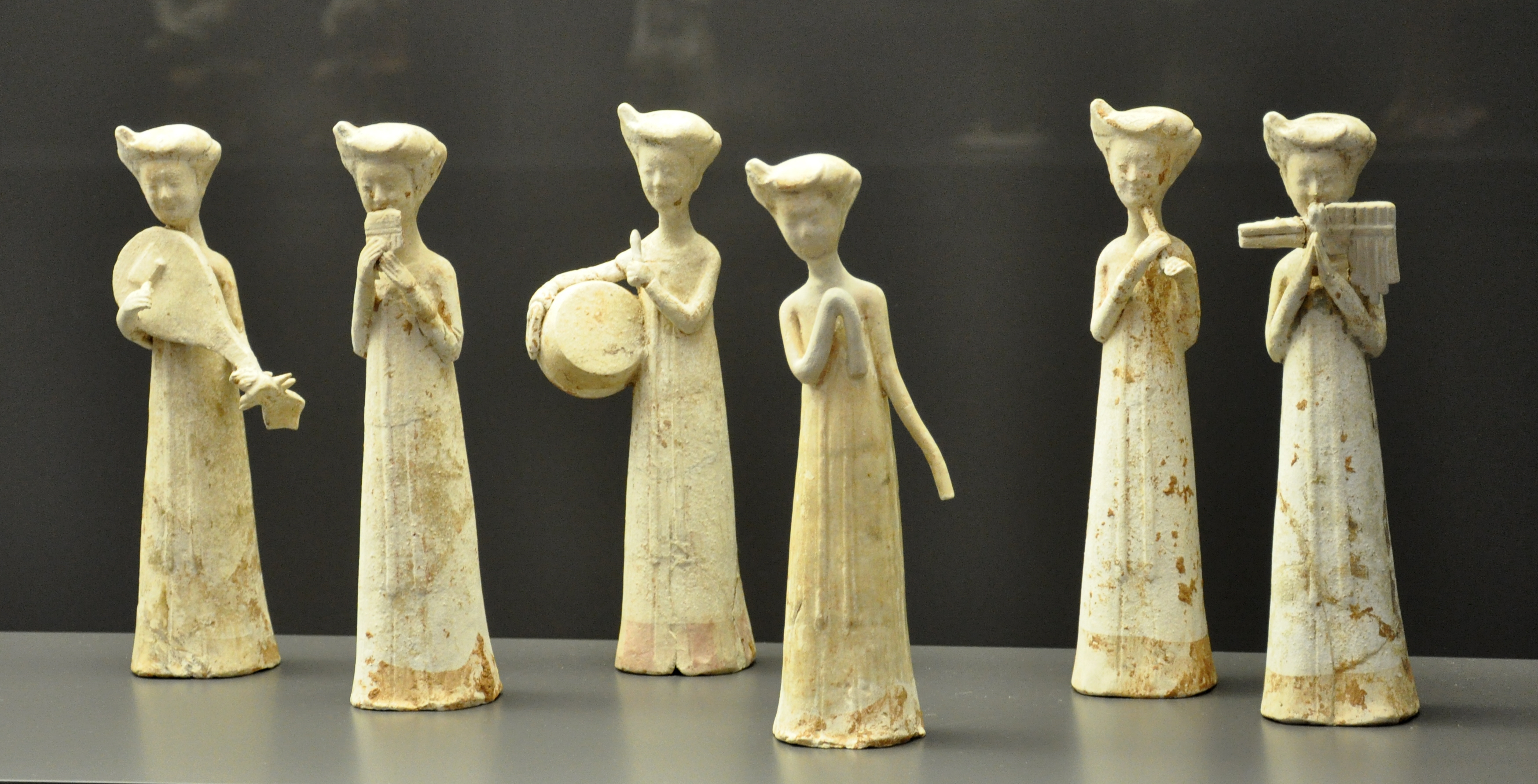
Статуетки музикантів і танцюристок з династії Суй
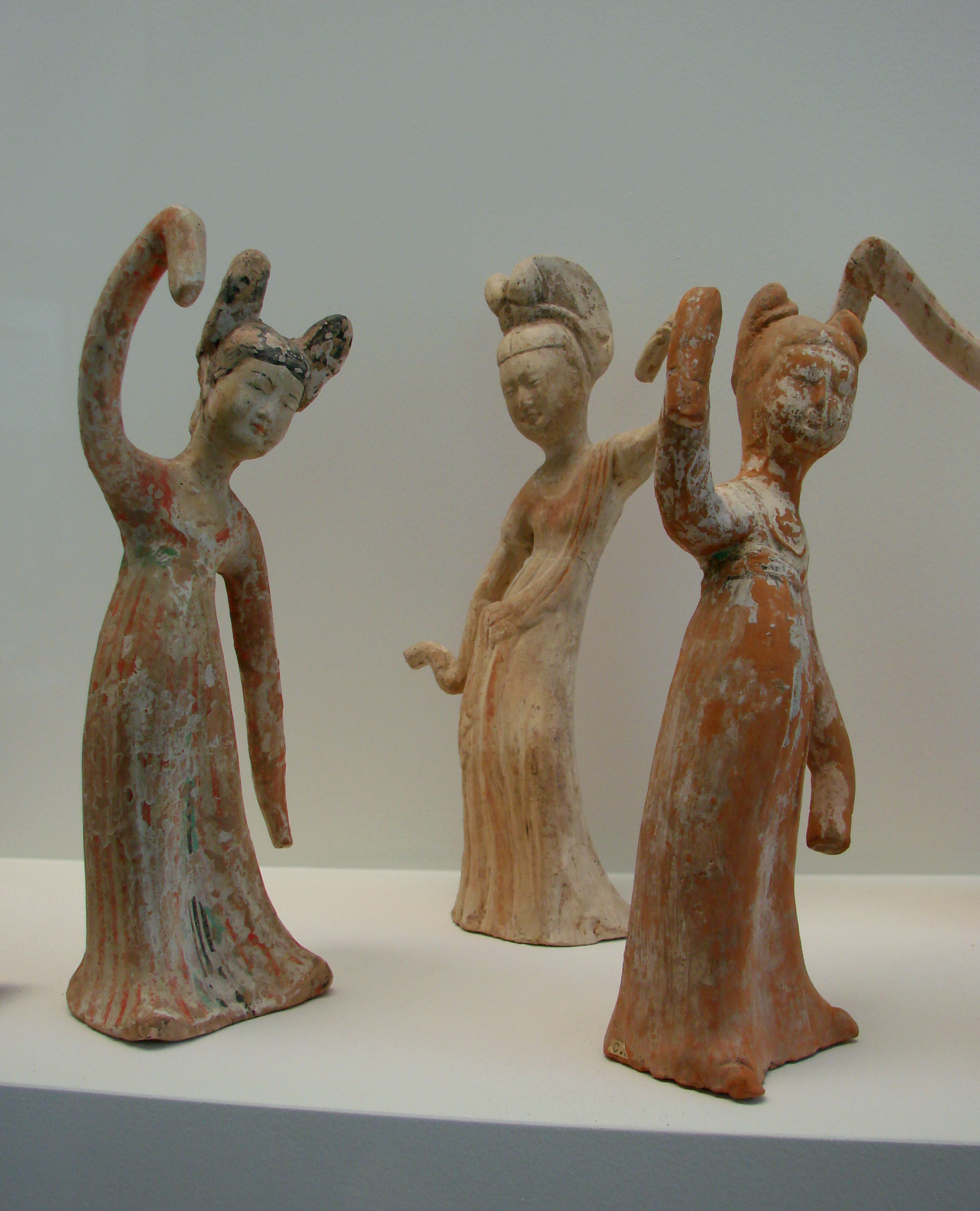
Танцюючі фігури з династії Тан
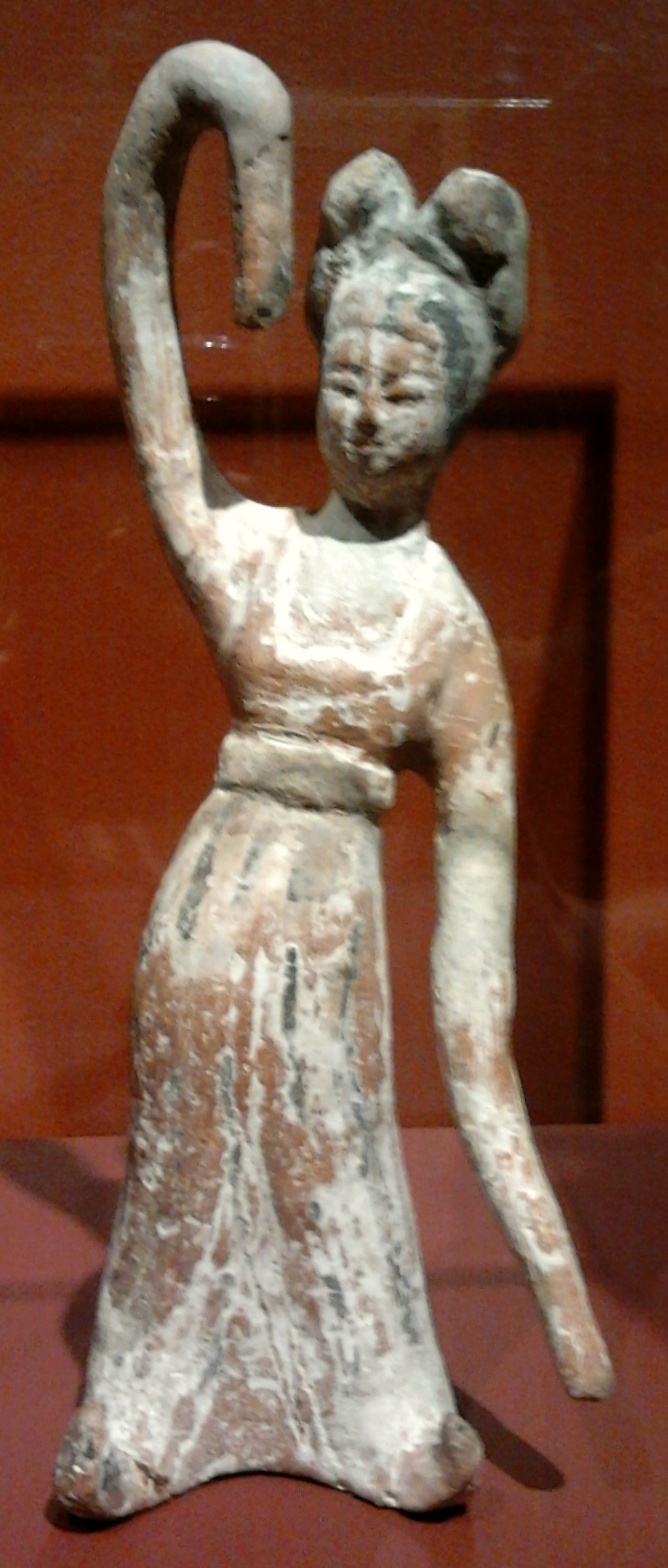
Танцюристка з династії Тан
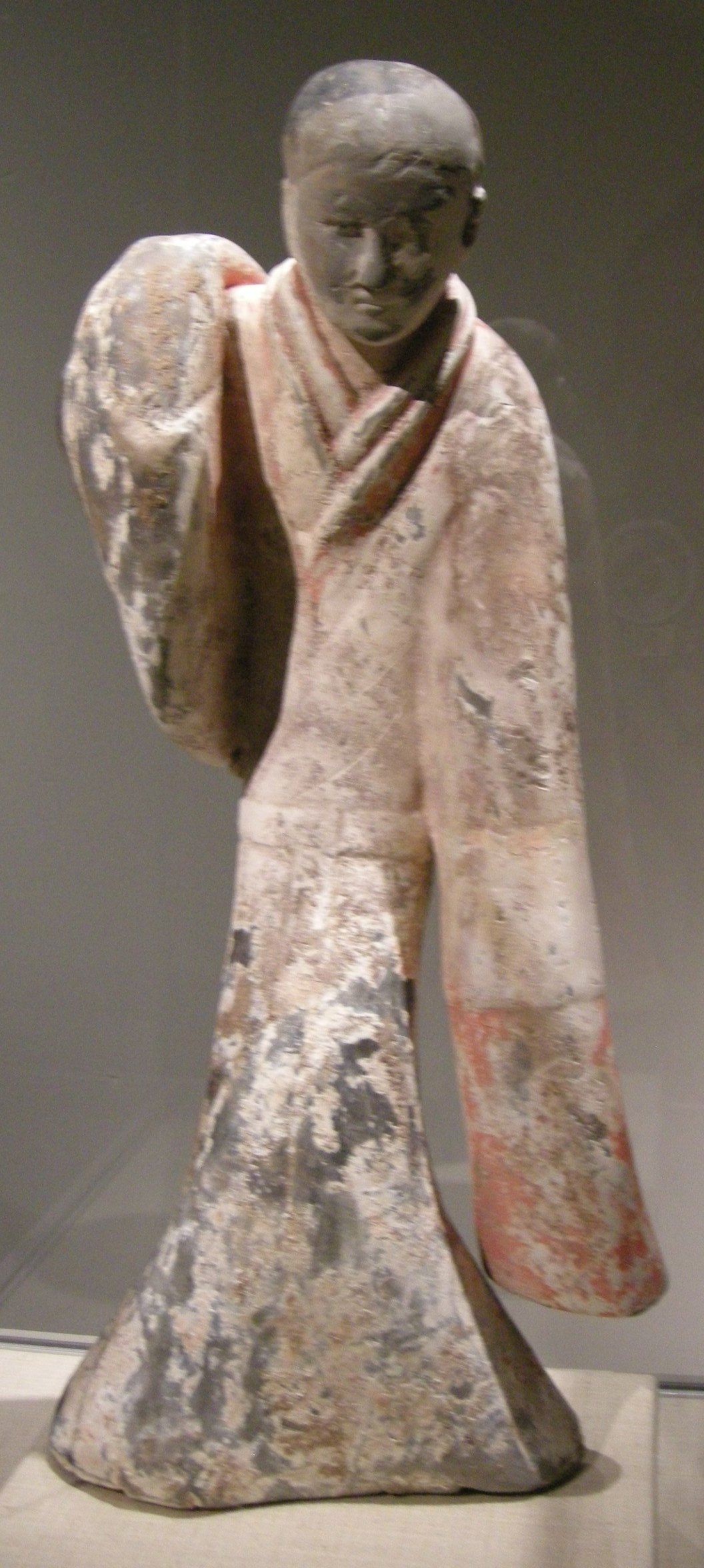
Танцюристка з династії Хан
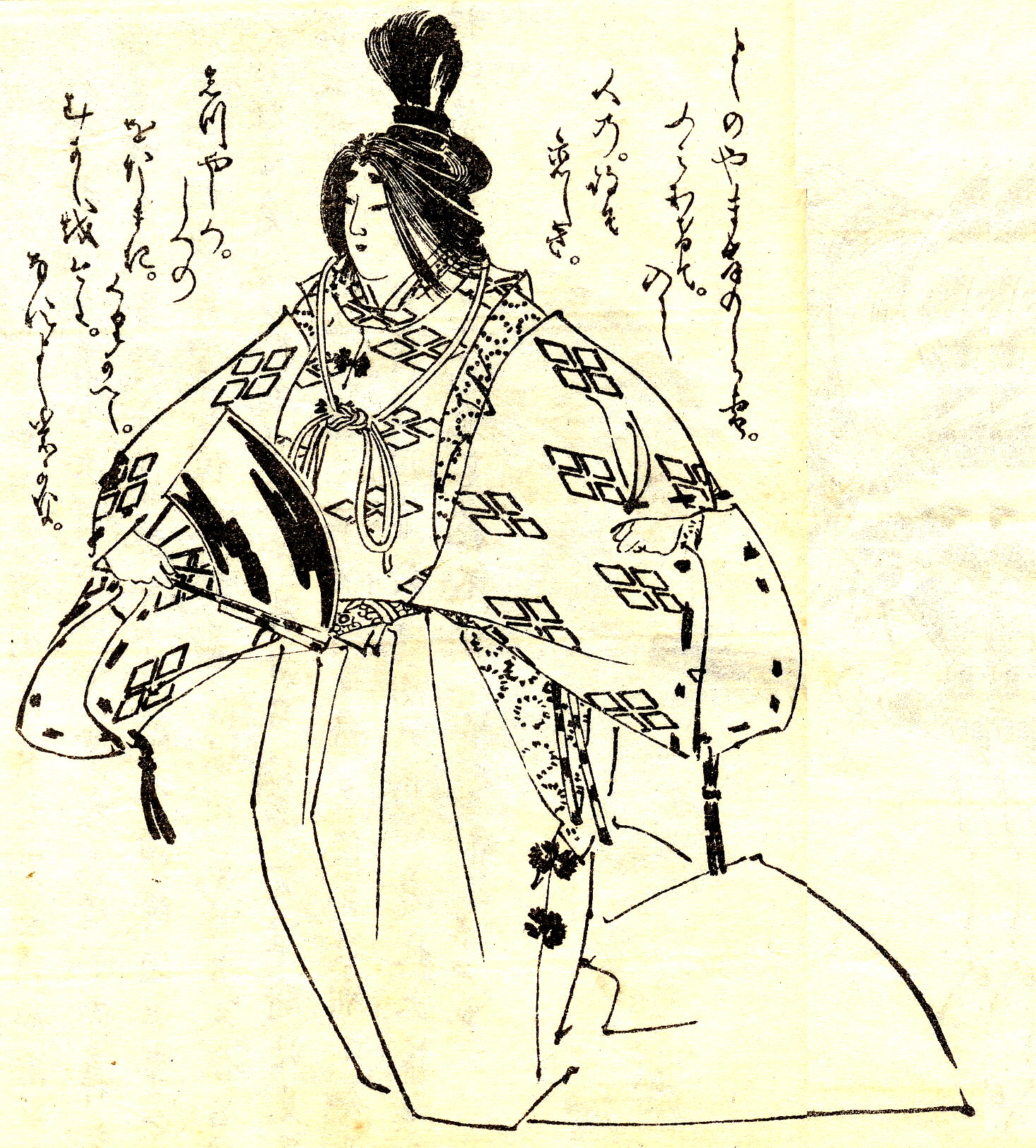
Сідзука

### Індія
Всього в Індії існує дев'ять класичних танців. Деякі з них виконуються суто жінками, такі як Мохініяттам. Інші виконуються з чоловіками, наприклад, Катгак.

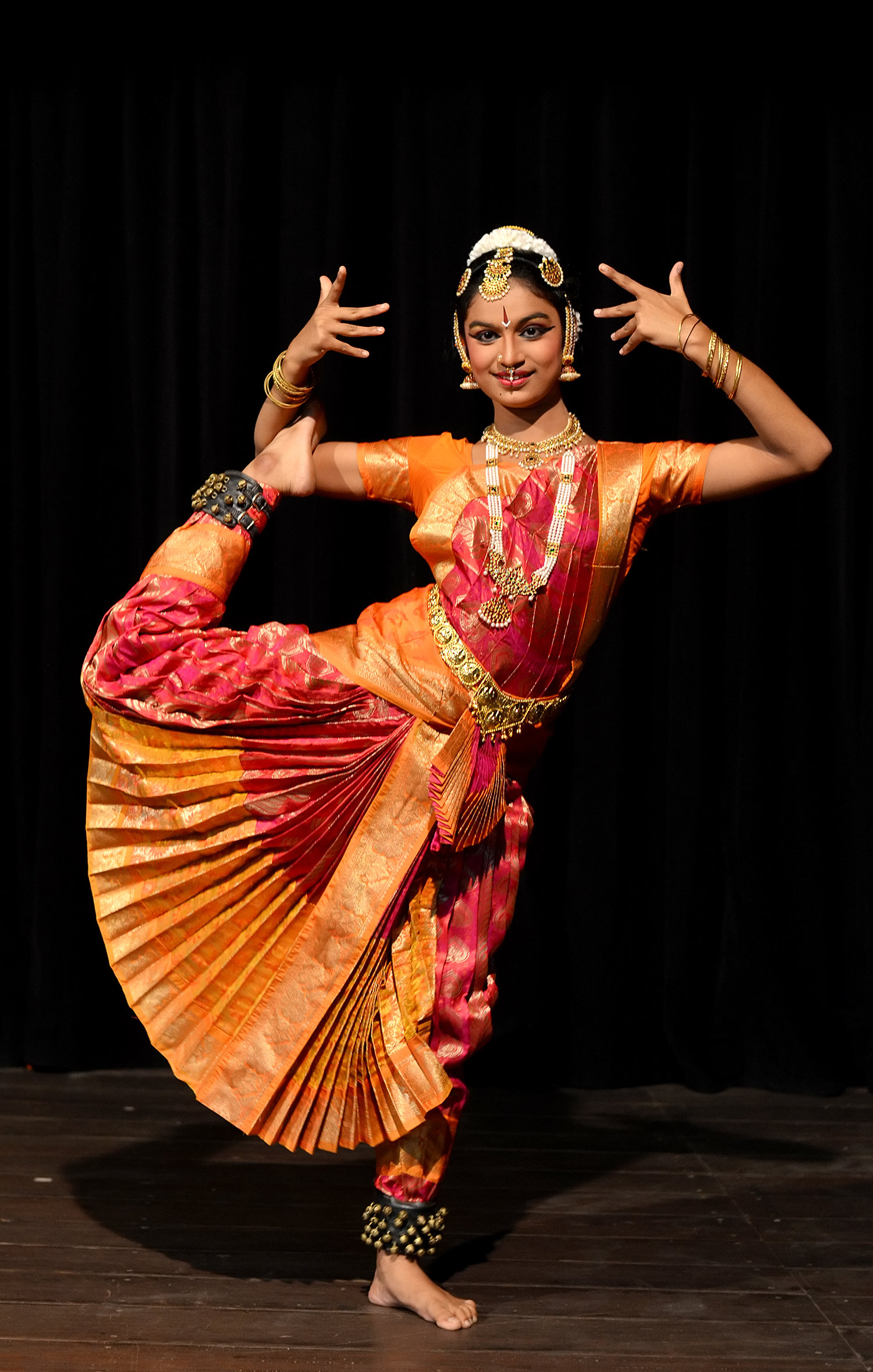
Бхаратанатьям
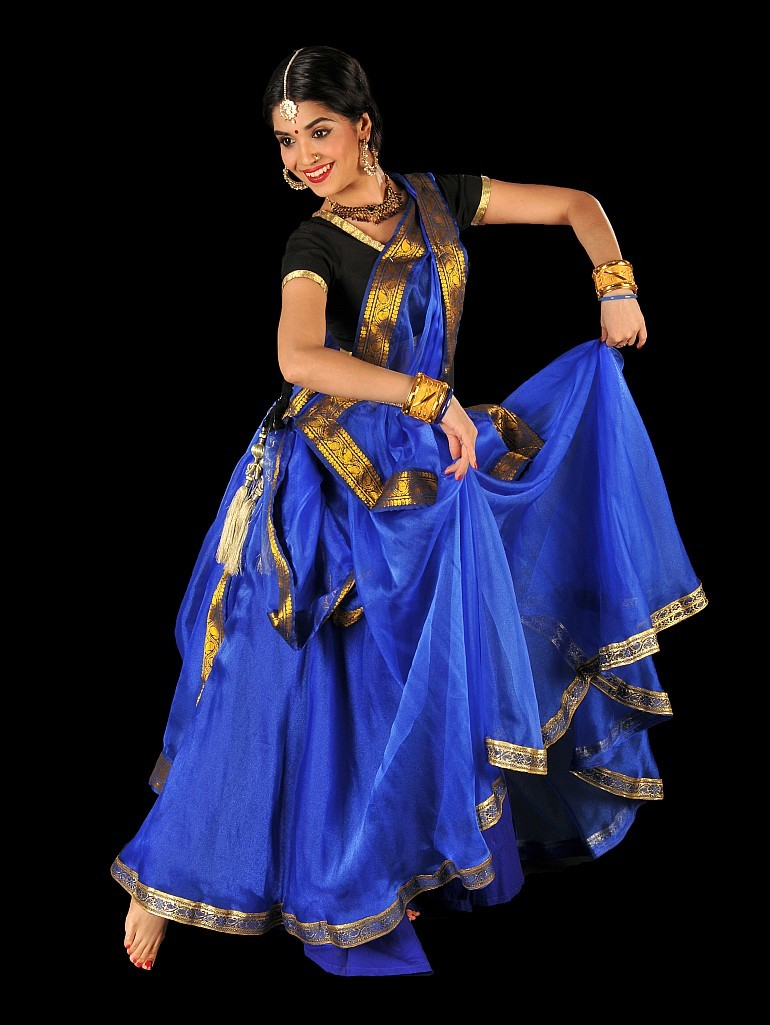
Катгак
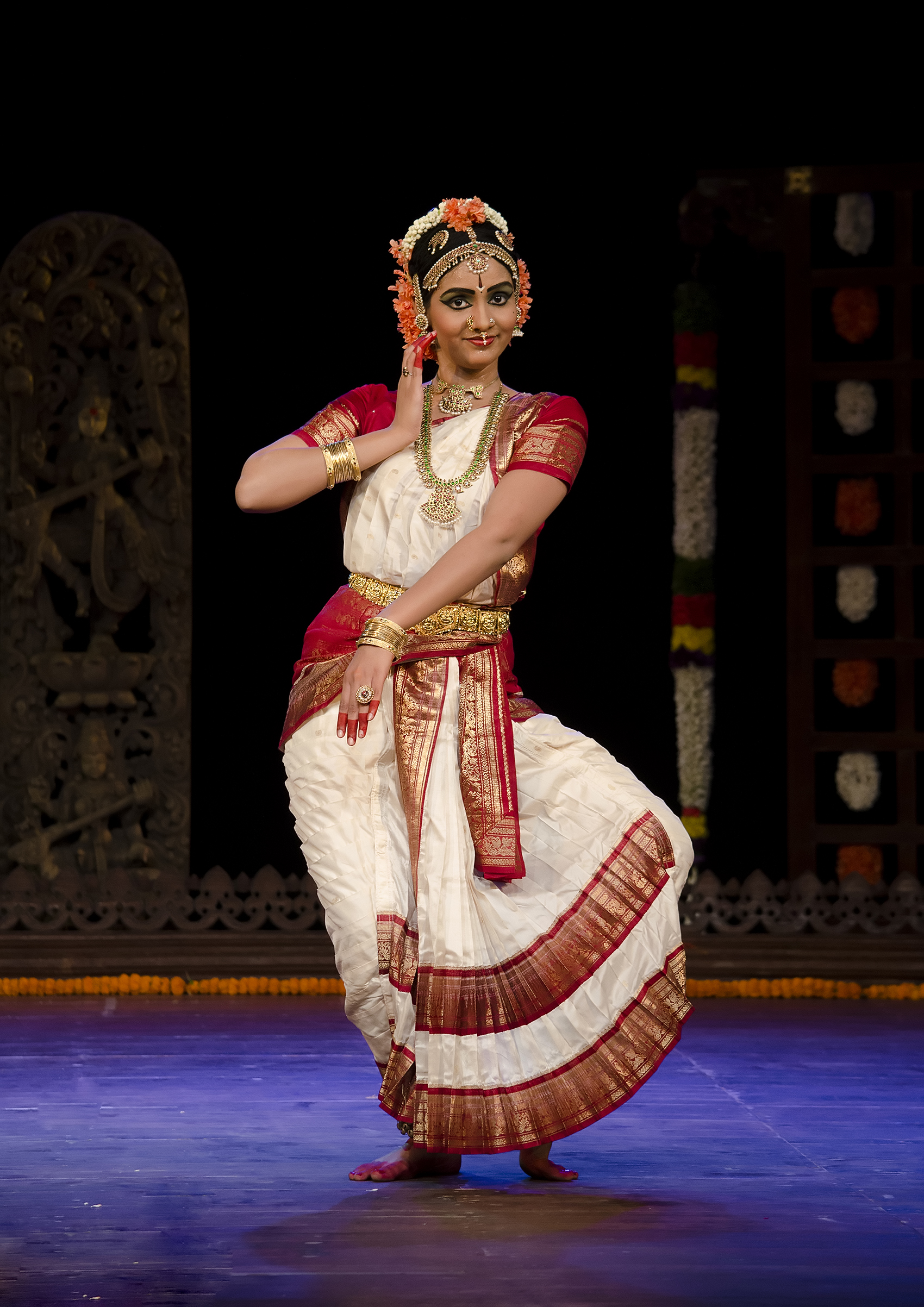
Кучіпуді[en]
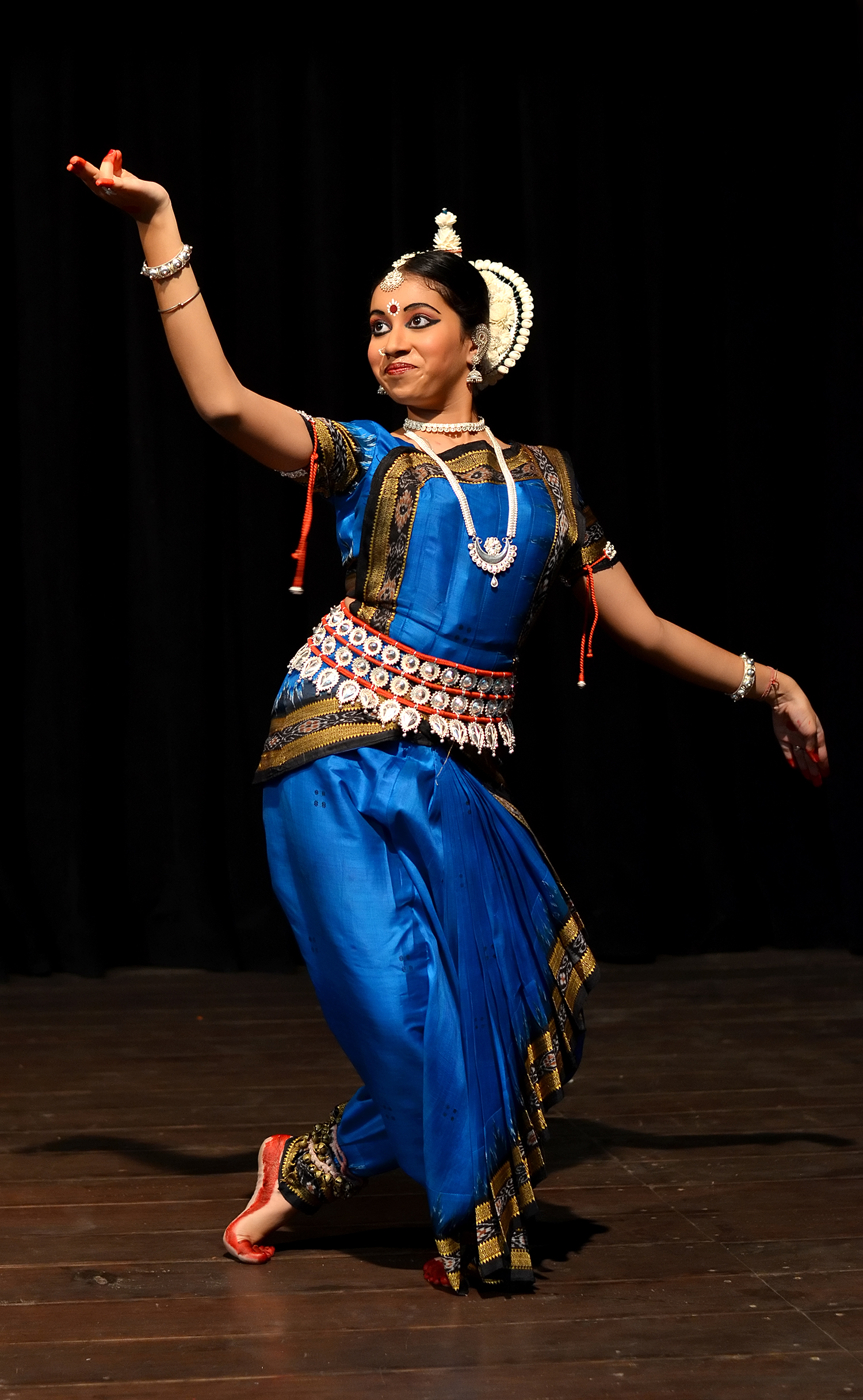
Одіссі[en]
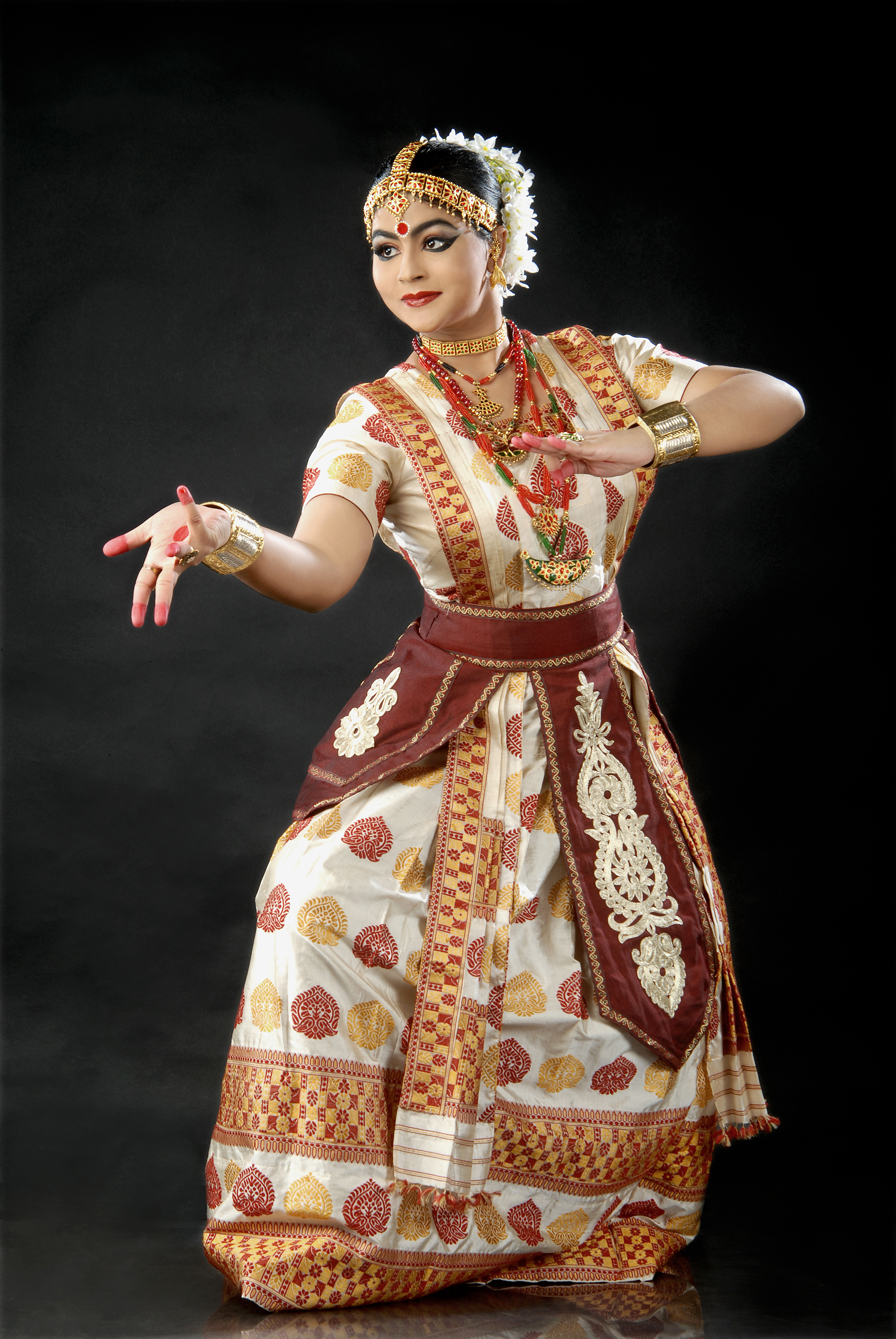
Саттрія[en]
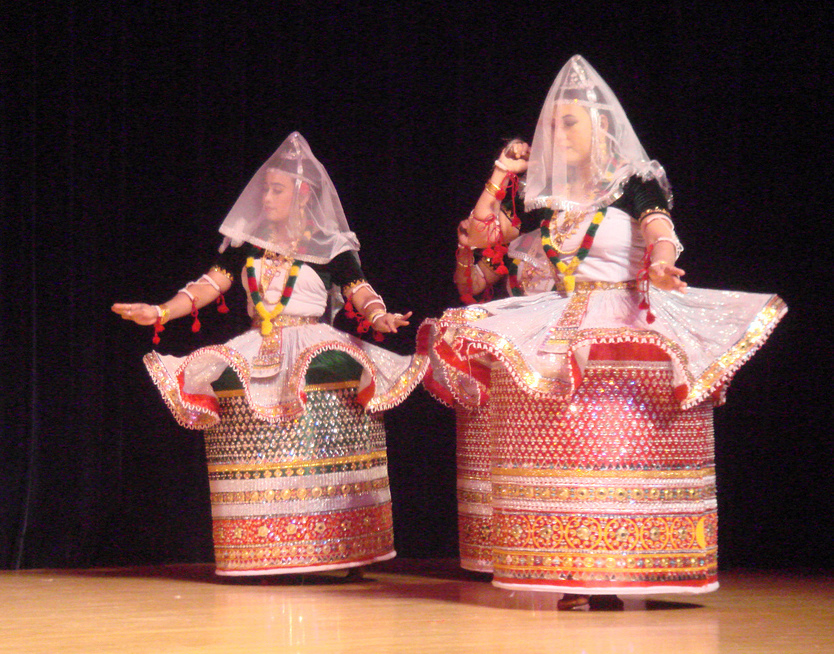
Маніпурі
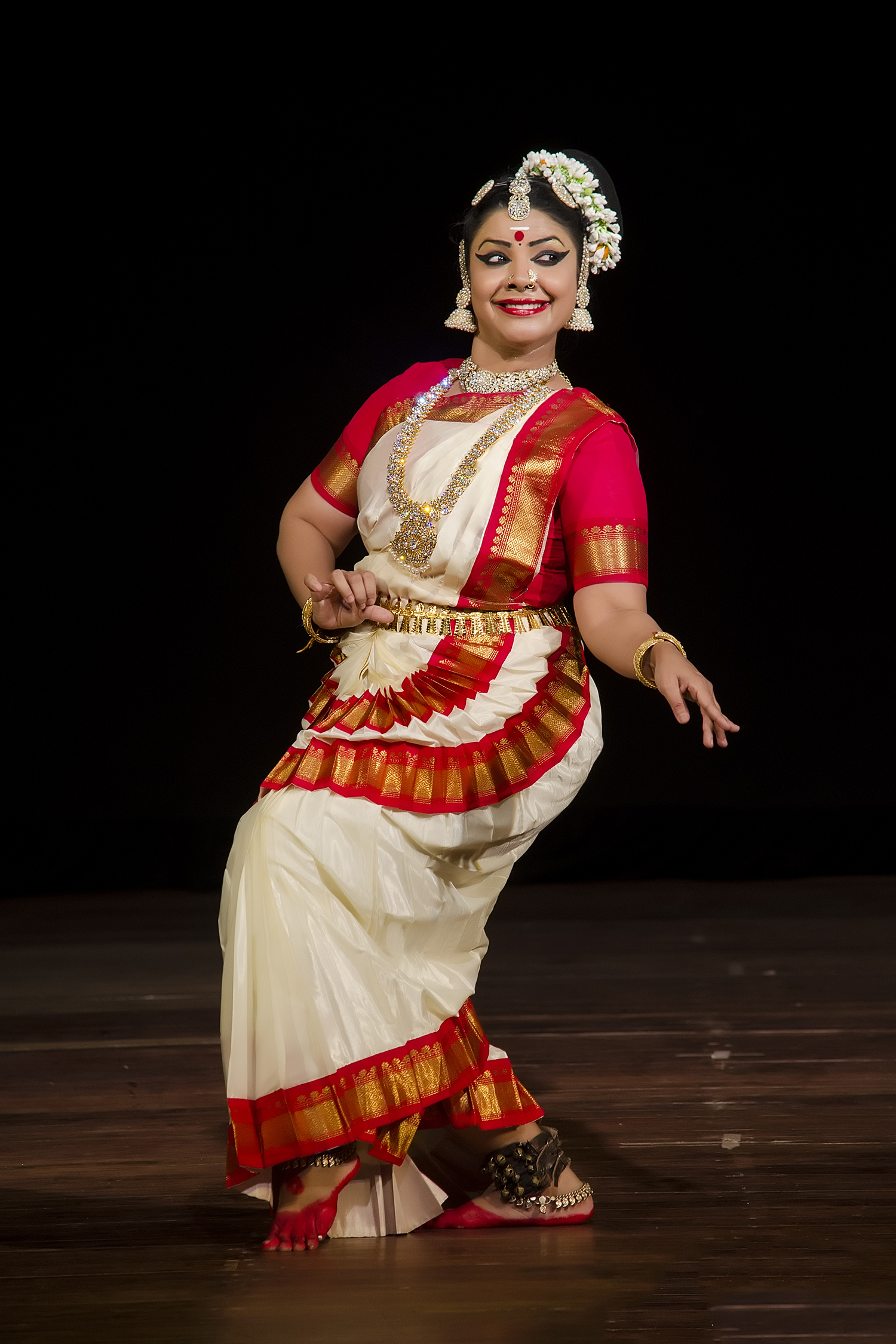
Мохініяттам[en]

### Середні Віки
У Середні Віки, коли християнство поширилося всією Європою, церква ставилася до танців вельми негативно, але всупереч цьому, на народних святах, особливо на початку травня, часто влаштовувалися танці. У Франції та Італії існували ланцюгові та кругові танці, такі як Кароль та Тріска. Вони були особливо популярні в період IV-XIV століть. Зазвичай вони виконувалися в замкнутому колі, де чоловіки й жінки перемежовувалися, тримаючись за руки. В Італії жвава Сальтарелло, що поширилась з Неаполя, була популярною в XIV-XV століттях. Групи куртизанок, переодягнених чоловіками, виконували цей танець на маскарадах.

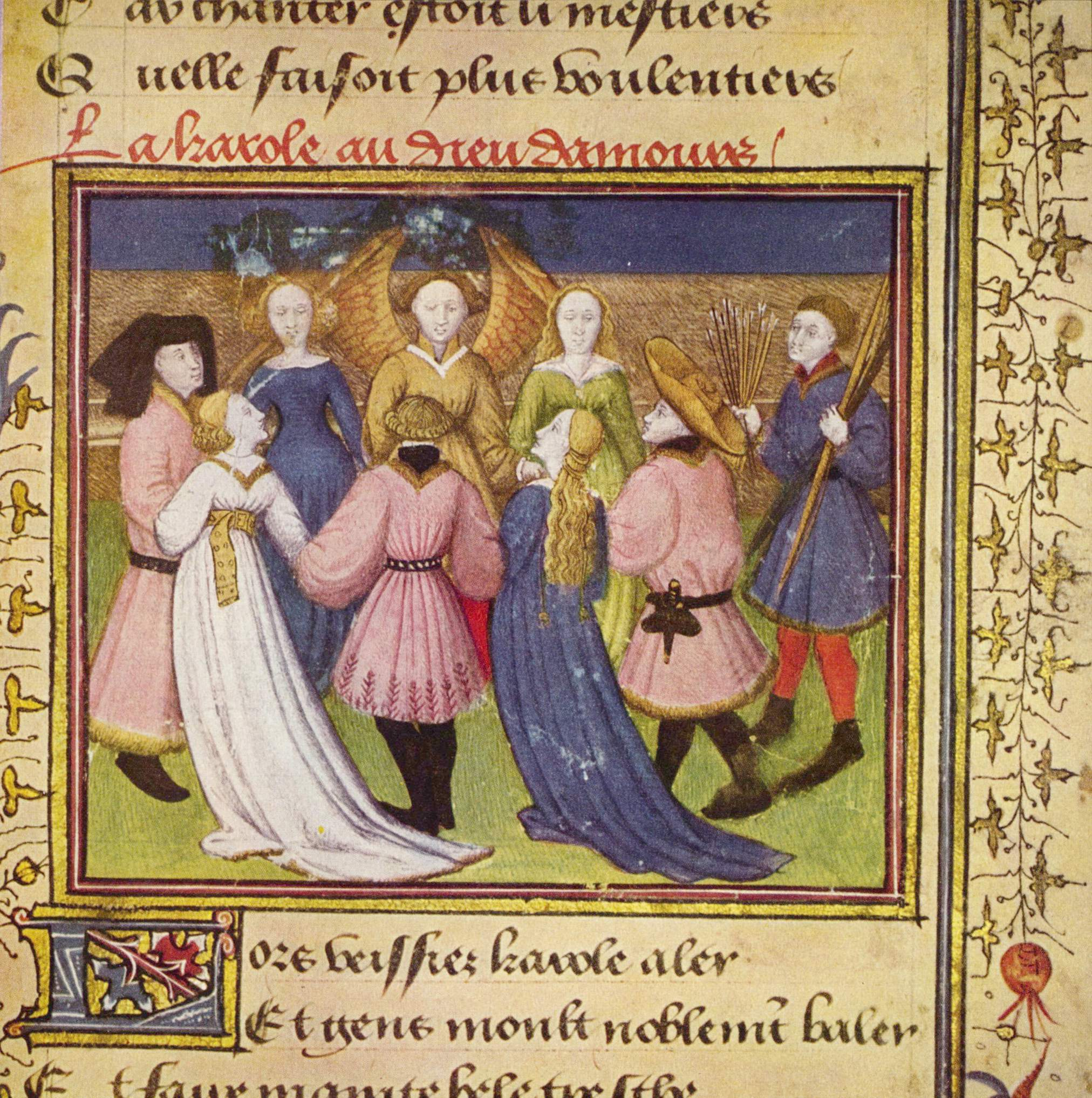
Танці Керол
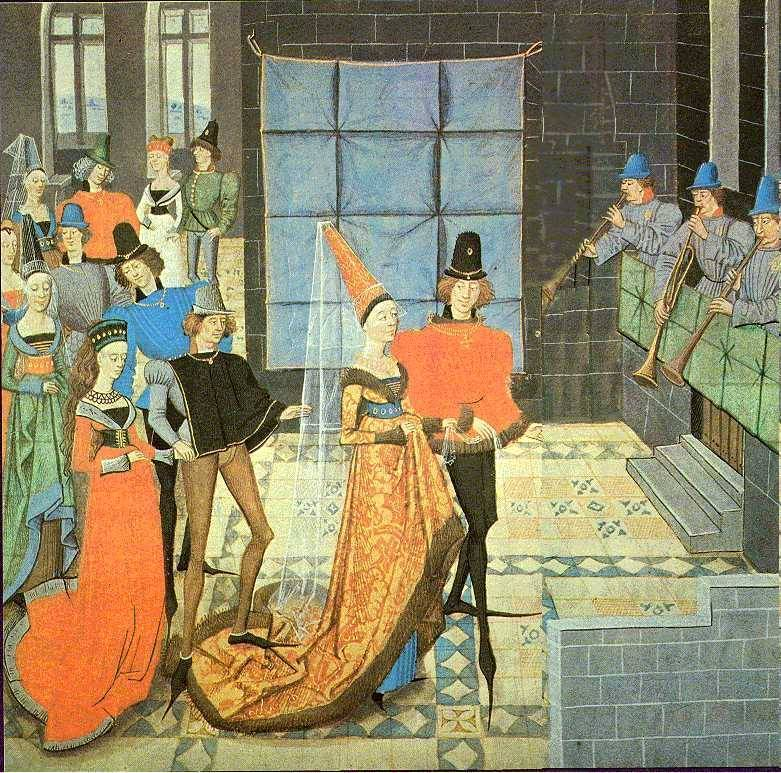
Середньовічний танець
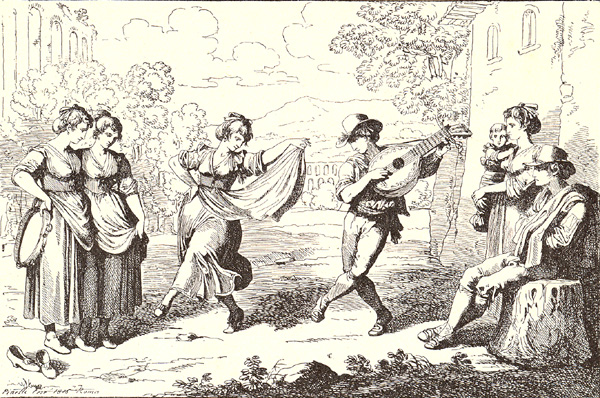
Сальтарелло
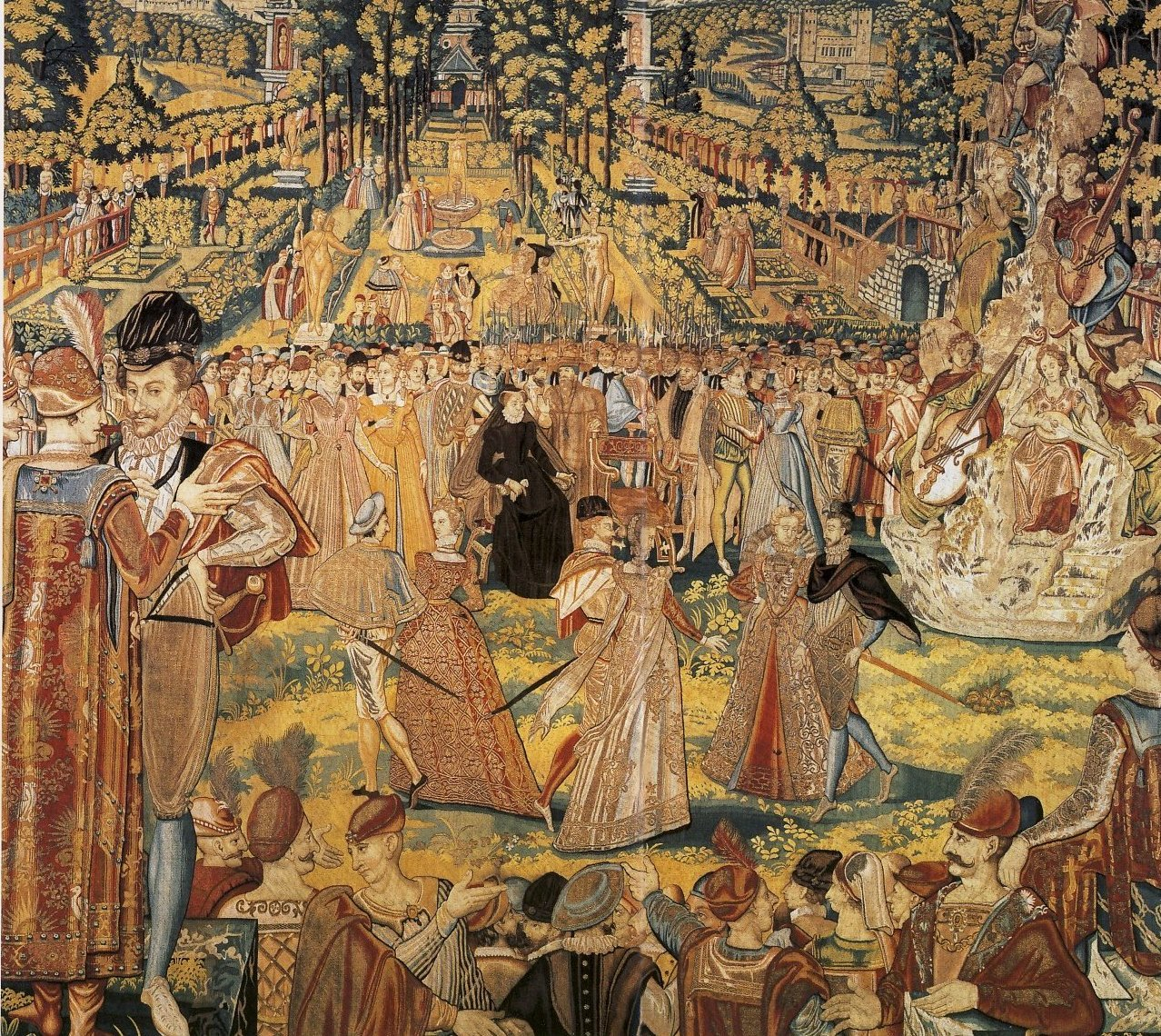
Пишний бал

## Поява балету
У XV столітті придворні гуляння в Італії ставали все складнішими й витонченішими, часто з офіційними танцями. Одним з перших майстрів був Доменіко да П'яченца, який склав перший посібник з танців, що здобув назву «De arte saltandi et choreas ducendi». У Франції в цей же період аналогічно почали формуватися професійні танці, переважно поштовхом до цього став виступ танцюристів перед королем Генріхом III Французьким у Фонтенбло на початку 1580-х років. Подальший розвиток відбувався вже за часів Людовика XIV, який часто сам брав участь у виставах. Але, перш за все, саме під час правління Людовика XIV були закладені основи того, що стало відоме як балет. Король не тільки записав єдині правила танцю, а й заснував у 1661 році Королівську академію танців, яка перетворилася на сучасний балет Паризької опери. Багато ранніх балетів були створені італо-французьким композитором Жаном Батистом Люллі та французьким хореографом П'єром Бошаном, якому часто допомагав і асистував Мольєр.
Спочатку жіночі ролі (партії) в ранніх балетах виконували молоді чоловіки, проте в 1681 році молода жінка, знана як Мадемуазель Ла Фонтен, танцювала в «Тріумфі Амура» Жана-Батіста Люллі й стала першою професійною жінкою-балериною. У період з 1681 по 1693 рік вона стала провідною балериною щонайменше в 18 інших постановках Паризької опери, що довело першорядне значення жінок у балеті. Лафонтен змінила Марія-Тереза де Сюбліньї, яка стала першою балериною, яка виступила за кордоном, в Лондоні, коли вона з'явилася з Клодом Баллоном в 1699 році. З чуток, найкраща балерина свого часу, Сюбліньї танцювала в Паризькій опері з 1688 року до свого відходу на спочинок у 1707 році.
Наступною провідною танцюристкою опери була Франсуаза Прево, чия точність, легкість і грація зробили великий внесок у класичний балет. Вона переконала диригента Жана-Фері Ребела скласти сюїти спеціально для балету. Його твори «Caprice», «Boutade», «Les Caractères de la danse» і «La Terpsichore» принесли їй чималий успіх. Зокрема, її особиста інтерпретація кроків в «Caprice» послужила прикладом для інших прим, у той час як вона перетворила «Caractères» в послідовність, яка ілюструвала різні типи коханців, як чоловіків, так і жінок. Крім власного вкладу, Прево також навчила двох дуже успішних в майбутньому танцюристок: Марі Камарго і Марі Салле, які додали свої особисті переваги до її характерів, кожен з яких розвивав індивідуальний стиль. Вони займуть її місце прими-балерини після того, як вона піде з опери в 1730 році.
Камарго мала величезний успіх не тільки завдяки своїй сліпучій роботі ногами (особливо її entrechat à quatre), але й тому, що вона ввела в моду нові зачіски та кілька коротших спідниць. Вона також відмовилася від туфель на високих підборах, ввівши танцювальні капці, які полегшували виконання складніших вправ. Виконуючи складніші номери, які раніше виконувалися суто чоловіками, Камарго ще більше зміцнила образ балерини.
Салле прагнула до самого балетного танцю набагато більше, ніж до майстерної демонстрації техніки, яку вважали кращою прихильники традиційного балету. Вона вважала, що музика, кроки, декор та костюми повинні сприяти витонченому, виразному виконанню, що поєднує пантоміму з танцем в тому, що стало відоме як «ballet d'action». Оскільки багато хто в Паризькій опері не поділяли її поглядів, вона вирішила перебратися в більш ліберальний Лондон. 1734 року в Ковент-Гарден вона викликала сенсацію своєю роллю Галатеї в балеті «Pygmalion», який поставила сама. Відкинувши звичний одяг балерини, вона вибрала просту муслінову туніку і дозволила волоссю вільно розсипатися по плечах. У наступному році вона навіть вирішила переодягнутися чоловіком, виконуючи роль Купідона, проте цього разу відгуки були вкрай критичними. В результаті вона повернулася в Париж, де танцювала в опері до самого відходу на відпочинок в 1740 році у молодому віці 33 років. Після цього вона лише іноді танцювала для королівського версальського двору.
У другій половині XVIII століття домінуючою зіркою Паризької опери була Марі-Мадлен Гімар, яка, можливо, і не володіла технікою та уміннями Салле, проте була відома своїми чуттєвими рухами, численними шанувальниками й екзотичними строями. Серед інших талановитих зірок балету — Марі Аллар, яка в 1756 році вступила в Паризьку оперу, де навчалася у Гаетана Вестріса, ставши не тільки етуаль (зіркою), а і його дружиною. Хоча вона була досить огрядною і часто вагітною, її хвалили за дивовижну роботу ніг.

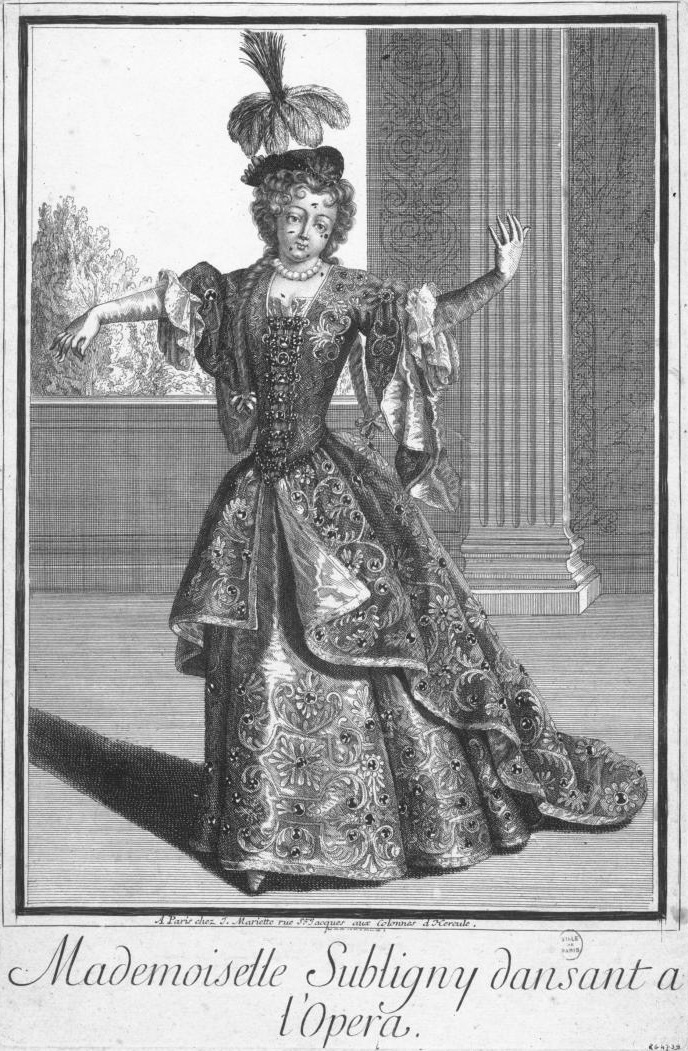
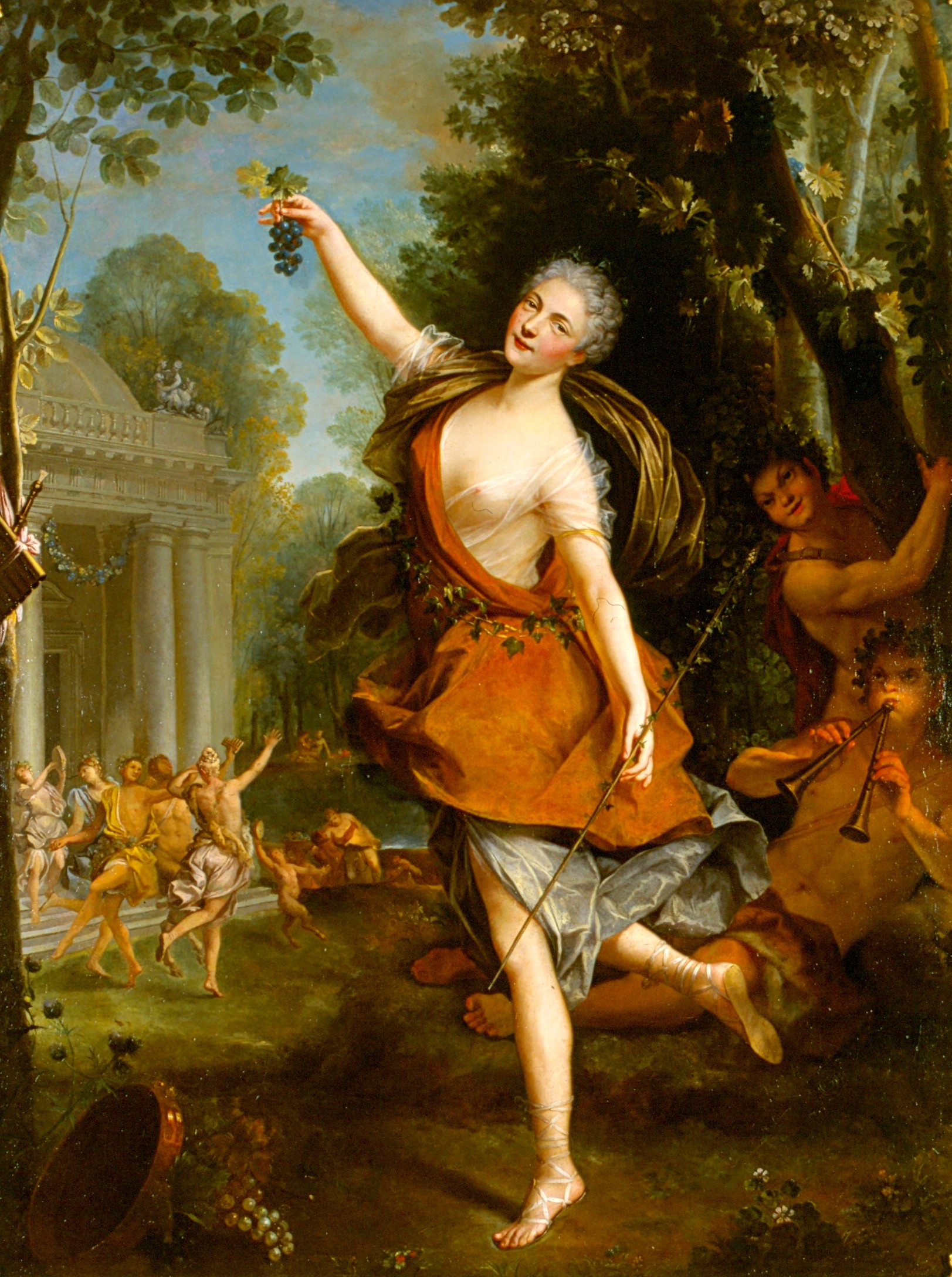
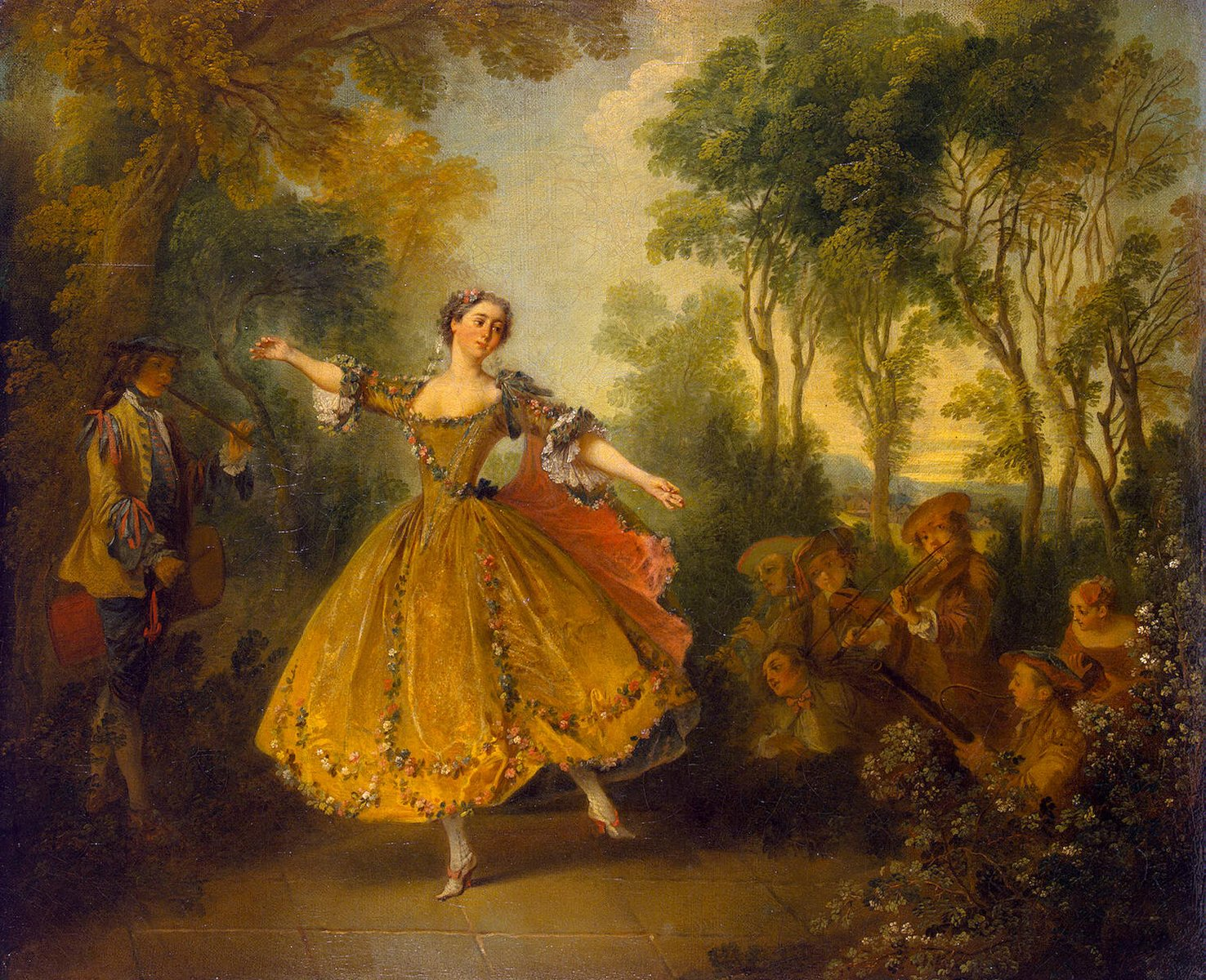
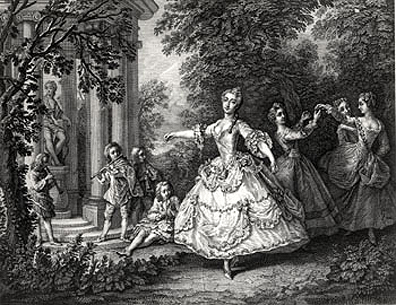
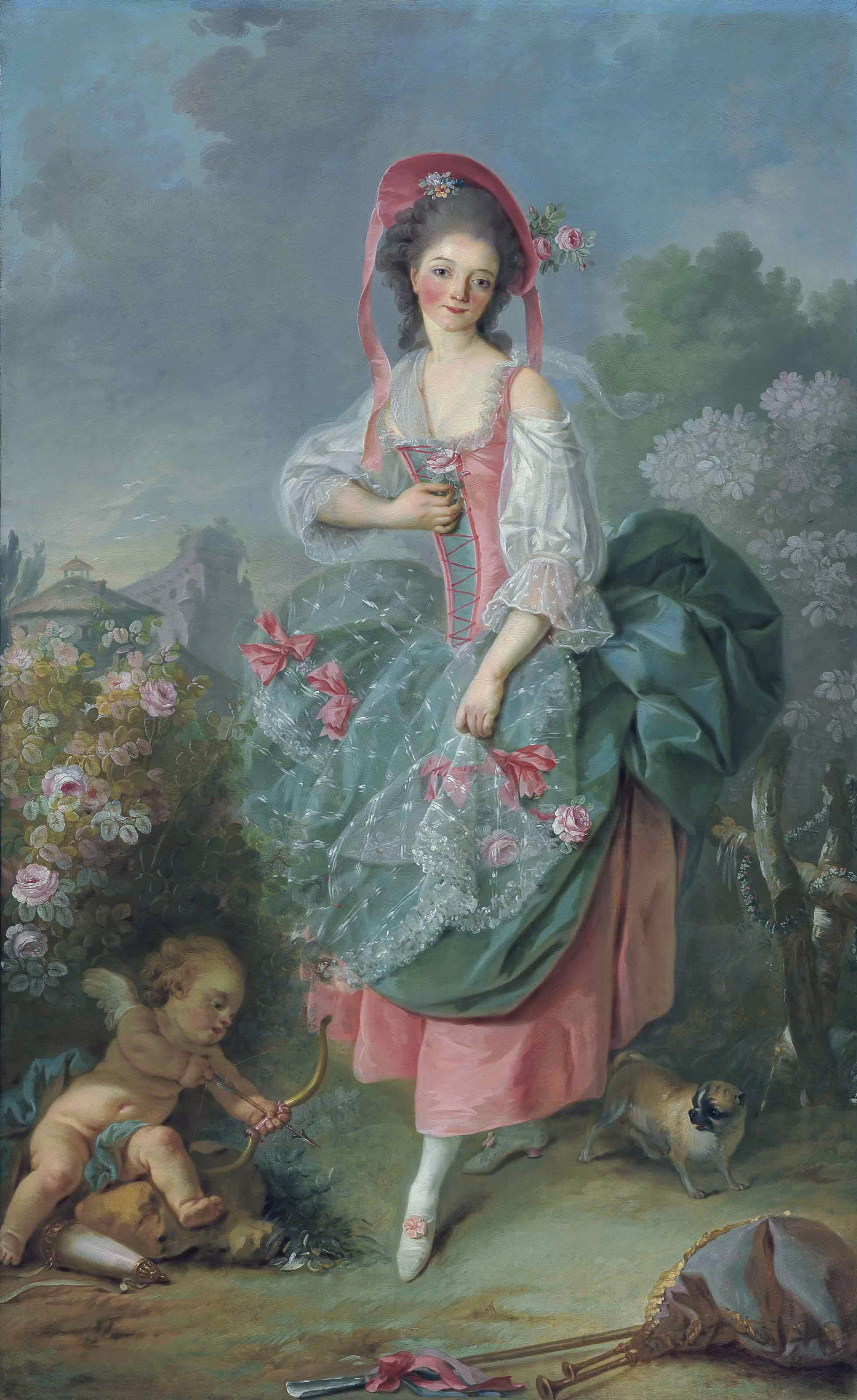

- Марія-Тереза де Сюбліньї[en]
- Франсуаза Прево[en]
- Марі Камарго[en]
- Марі Салле[en]
- Марі-Мадлен Гімар[en]

### Романтичний балет
Найбільш успішним періодом для балерин були 1830-1840 роки, коли вони стали великими зірками Романтичного балету. Італійсько-шведська танцюристка Марія Тальоні не лише досягла успіху в Паризькій опері, коли танцювала «La Sylphide» в 1832 році, але і розповсюдила свою славу і популярність на балет Маріїнського театру в Санкт-Петербурзі, а також на сцени Берліна, Мілана та Лондона аж до свого відходу на спочинок у 1847 році. Саме вона розробила балет на пуантах (танці на кінчиках пальців), одночасно представивши нову моду в одязі й укладанні волосся, яка стала популярною у всій Європі.
Австрійська танцюристка Фанні Ельслер здобула популярність і багатство, танцюючи кокетливу іспанську качучу в «Le Diable boiteux», виступаючи не тільки в Австрії, Німеччині, Франції, Англії та Росії, а й у США. Проте в 1845 році вона відмовилася танцювати зі своїми суперницями Марі Тальоні, Карлоттою Грізі, Фанні Серріто і Люсіль Ґран в «Pas de Quatre» Жюля Перро.
Представлений в Лондонському театрі Її Величності «Pas de Quatre» викликав сенсацію, фурор, об'єднавши чотирьох найвеличніших балерин того часу. Крім Марі Тальоні, італійка Карлотта Грізі також прославилася в Парижі та Санкт-Петербурзі своїм балетом «Жізель», а Фанні Черріто з Неаполя стала зіркою міланського театру «Ла Скала». Датчанка Люсіль Ґран, що навчався у Августа Бурнонвіля, жила в Парижі, але також танцювала в Лондоні, Санкт-Петербурзі й Мілані, перш ніж остаточно оселитися в Німеччині, де розпочала викладати в Національному театрі в Мюнхені.

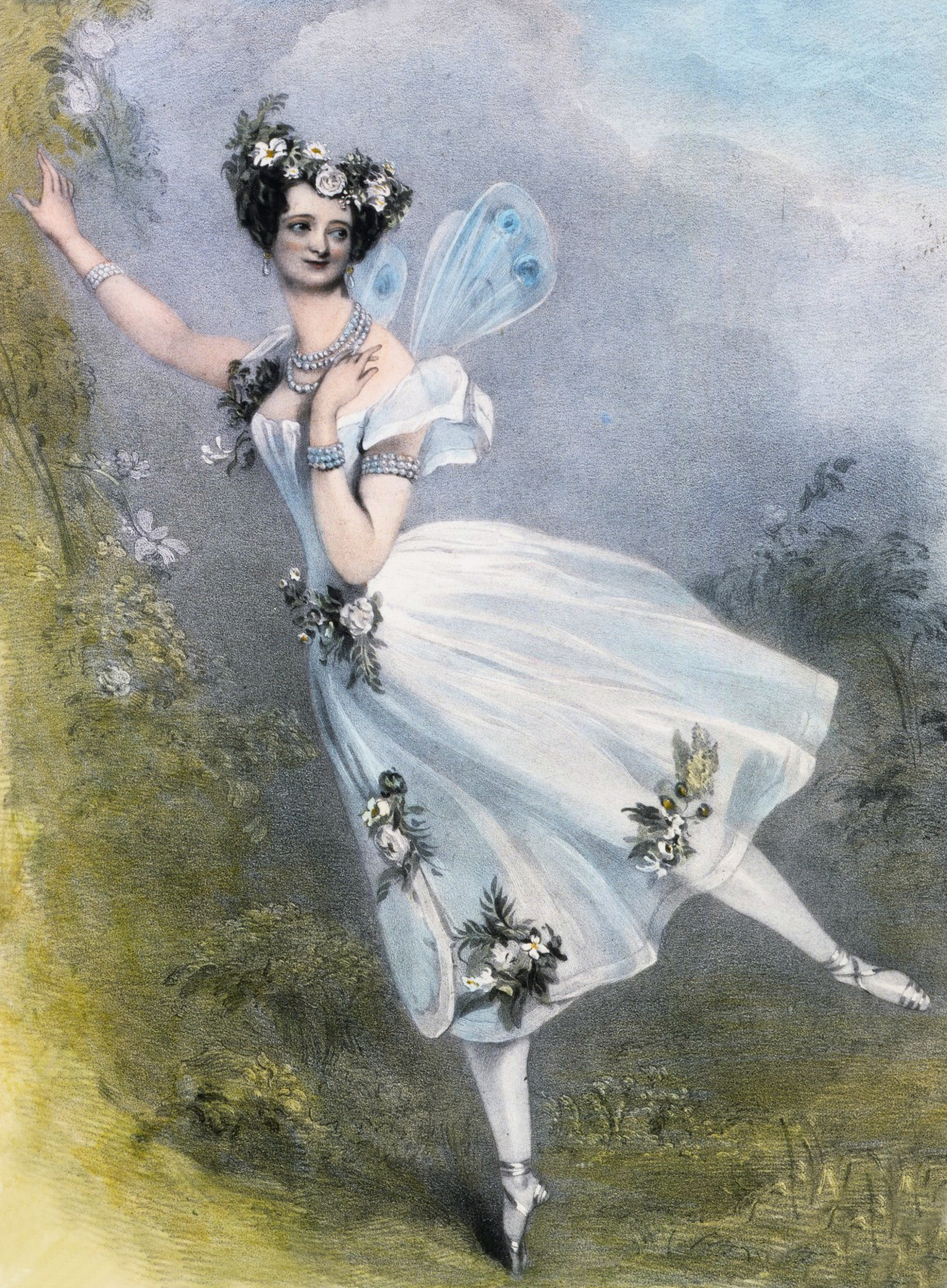
Марія Тальоні
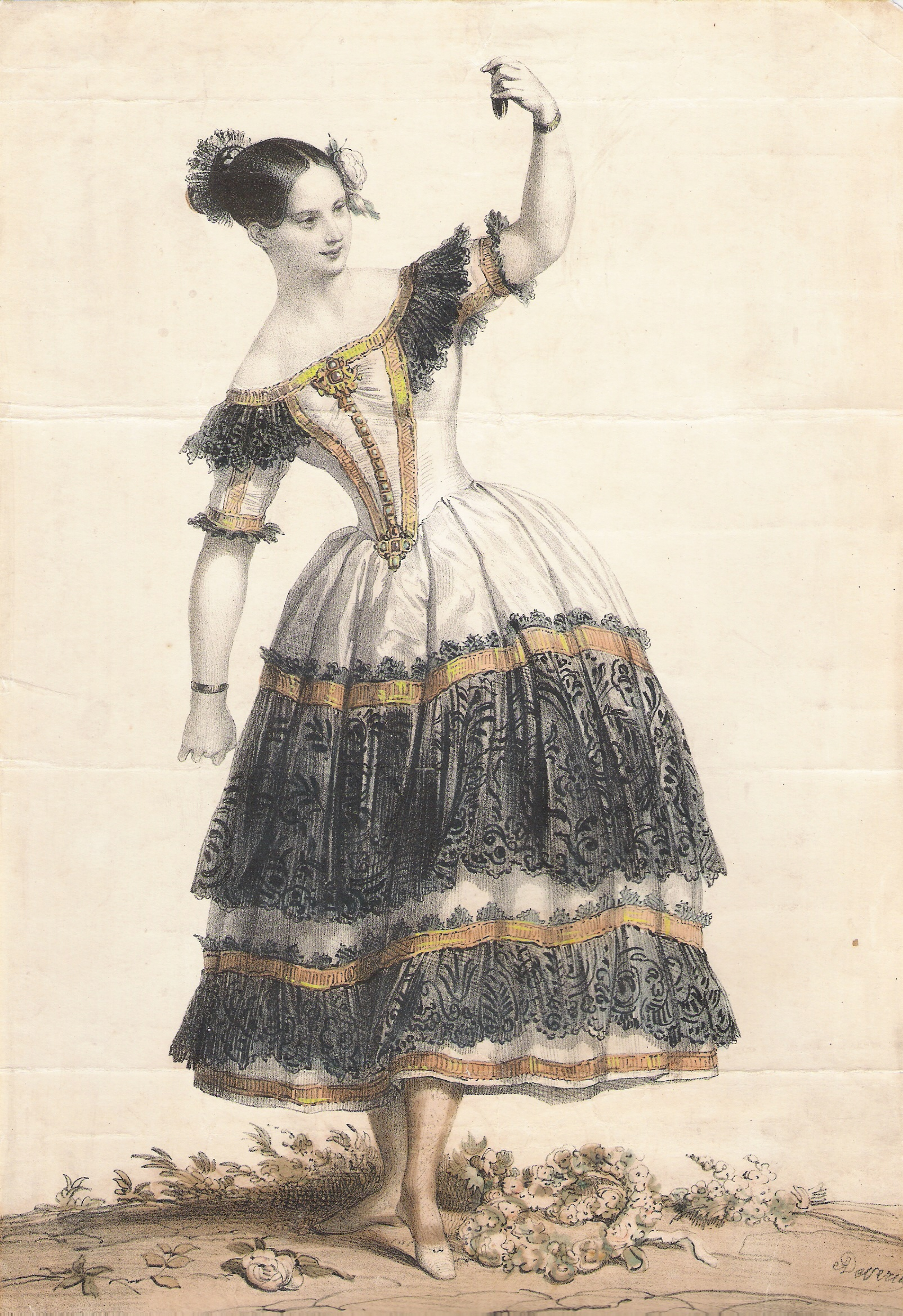
Фанні Ельслер
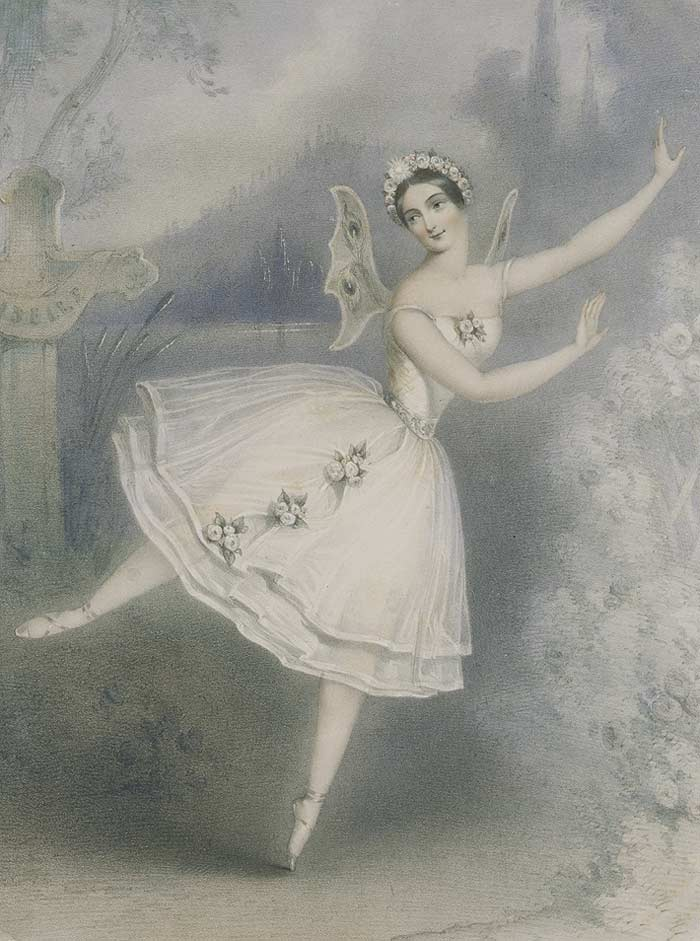
Карлотта Грізі[en]
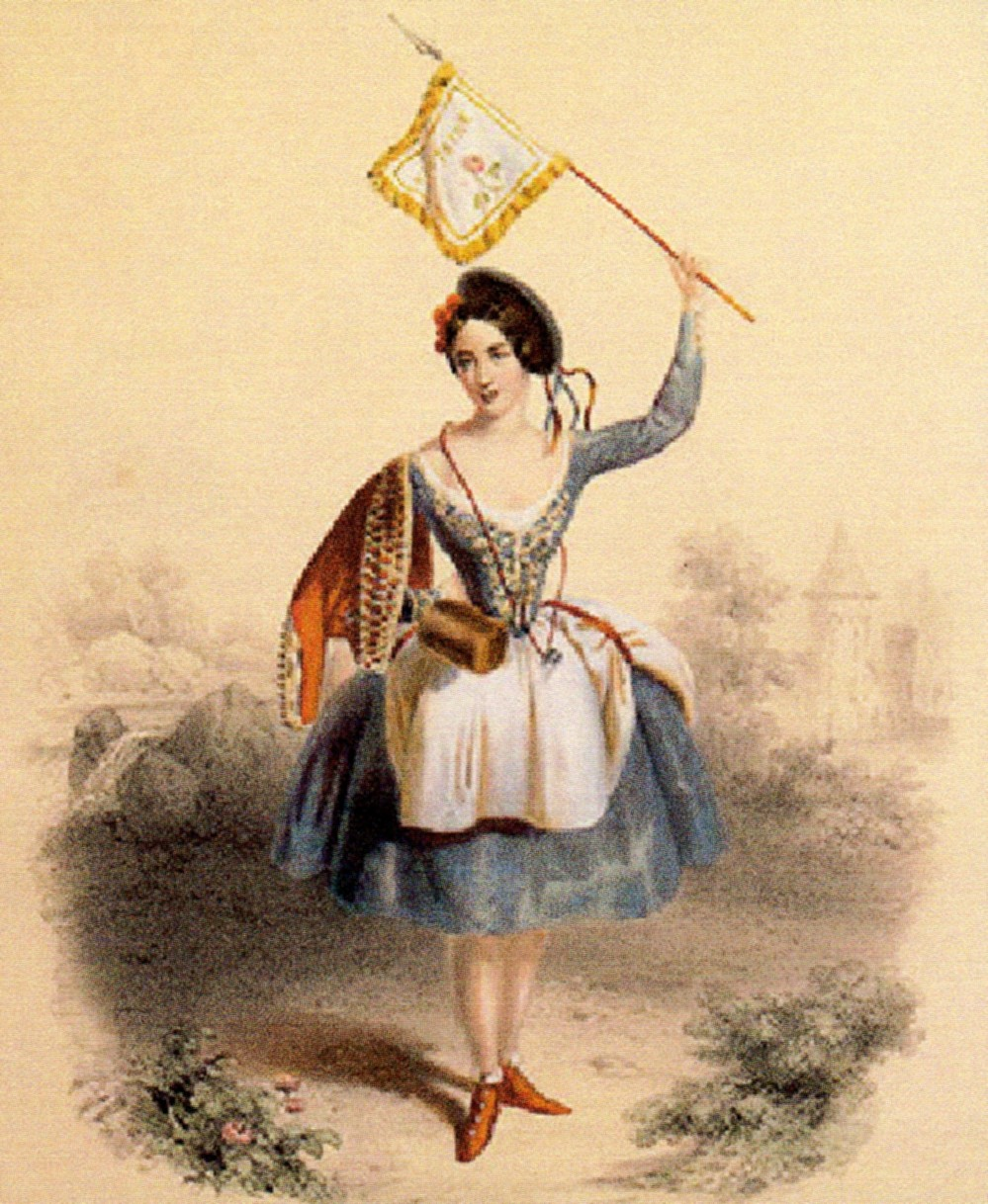
Фанні Серріто[en]
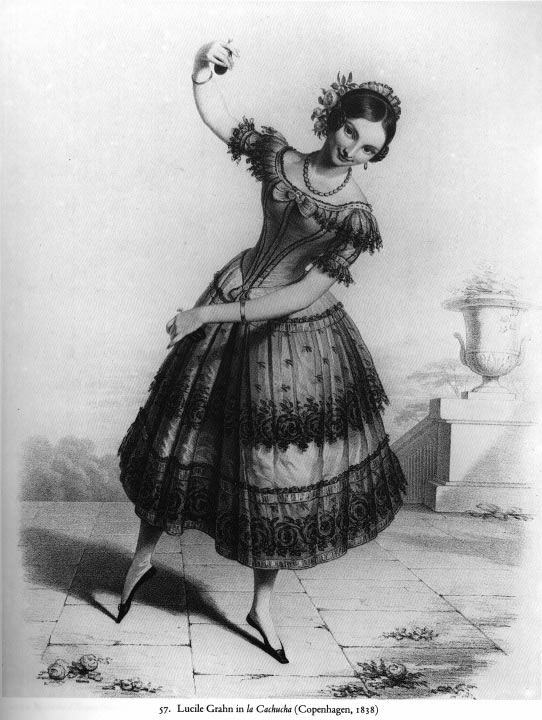
Люсіль Ґран

Кілька видатних італійських балерин з'явилися в другій половині XIX століття, досягнувши зеніту своєї популярності під час виступів в Росії. Уродженка Італії Вірджинія Цуккі вперше танцювала в Італії й Німеччині, але її інтерпретації балету Маріуса Петіпа в Росії були настільки успішні, що цар наполіг на тому, щоб вона приєдналася до балету Маріїнського театру в Санкт-Петербурзі. В середині 1880-х років вона взяла участь в постановках «Коппелії», «La Fille mal gardée» і «La Esmeralda», революціонізувати балет в Росії завдяки надзвичайній силі своїх виступів. Пьєріна Леньяні з Мілану пішла тим же шляхом, також танцюючи в Маріїнському театрі з 1892 року, де отримала знамениті ролі в балетах Петіпа, включаючи «Попелюшку», «Лебедине озеро» і «Раймонду», отримавши звання прими-балерини ассолюти. Карлотта Бріанца, також уродженка Мілана, вперше здобула популярність у театрі «Ла Скала», з яким гастролювала США. Вона запам'яталася насамперед тим, що танцювала Аврору на прем'єрі «Сплячої красуні» Петіпа в 1890 році.

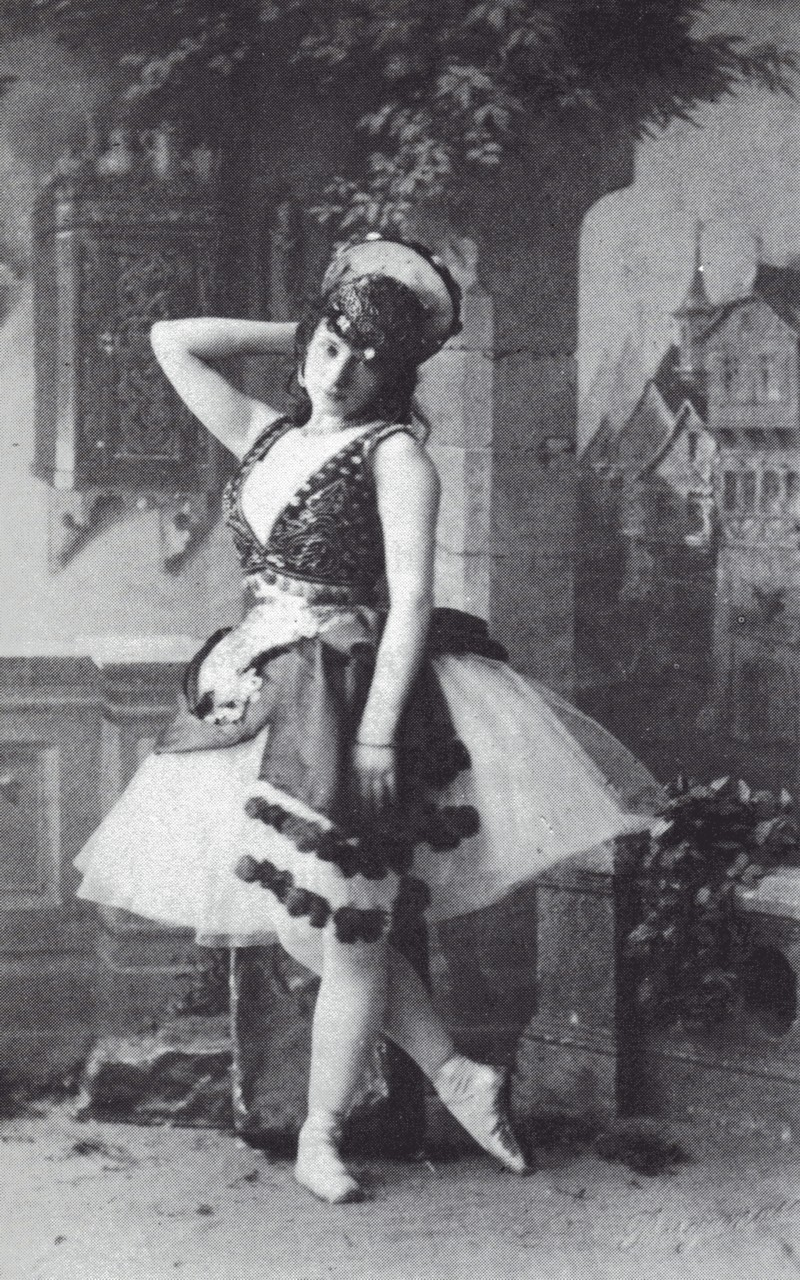
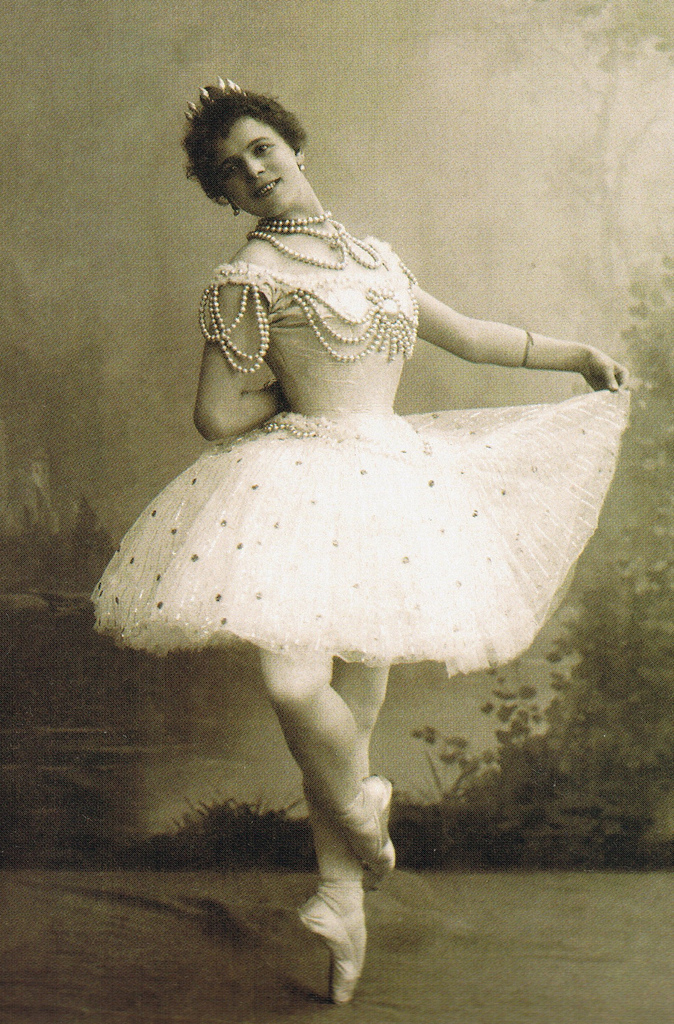
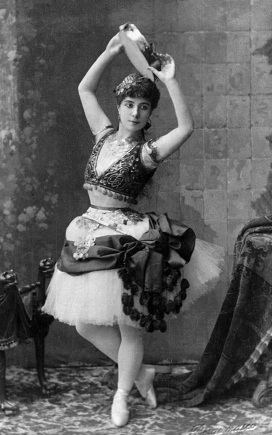

- Вірджинія Цуккі[en]
- Пьєріна Леньяні[en]
- Карлотта Бріанца[en]

### Балет XX століття
З самого початку XX століття почали з'являтися нові, динамічніші підходи до балету, найбільш впливовими з яких стали Російські балети Сергія Дягілєва, що сприяли інноваційному співробітництву між хореографами, композиторами й танцюристами. Однією з перших зірок нового балету була Анна Павлова, яка здобула популярність, танцюючи «Помираючого лебедя» в хореографії Михайла Фокіна, перш ніж приєднатися до Російських балетів в 1909 році. Її суперниця, Тамара Карсавіна, що також виступала з Російськими балетами, запам'яталася насамперед створенням головної ролі в «Жар-птиці» Фокіна. Ольга Спесивцева танцювала в Маріїнському театрі в Санкт-Петербурзі, але також гастролювала з російськими балетами, танцюючи Аврору в «Сплячій красуня» Дягілєва в Лондоні.

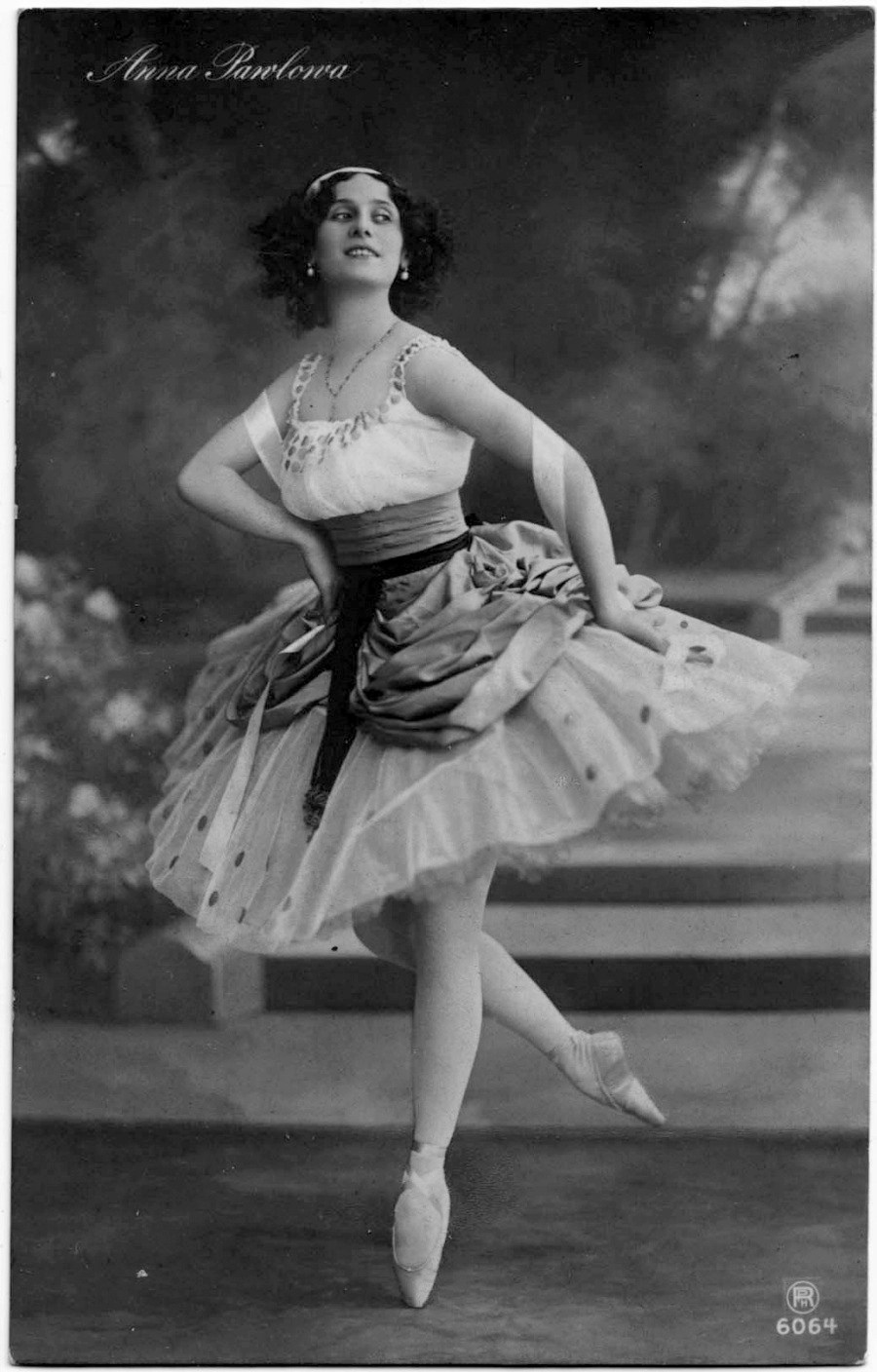
Анна Павлова
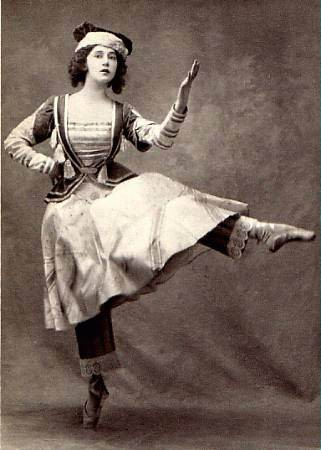
Тамара Карсавіна
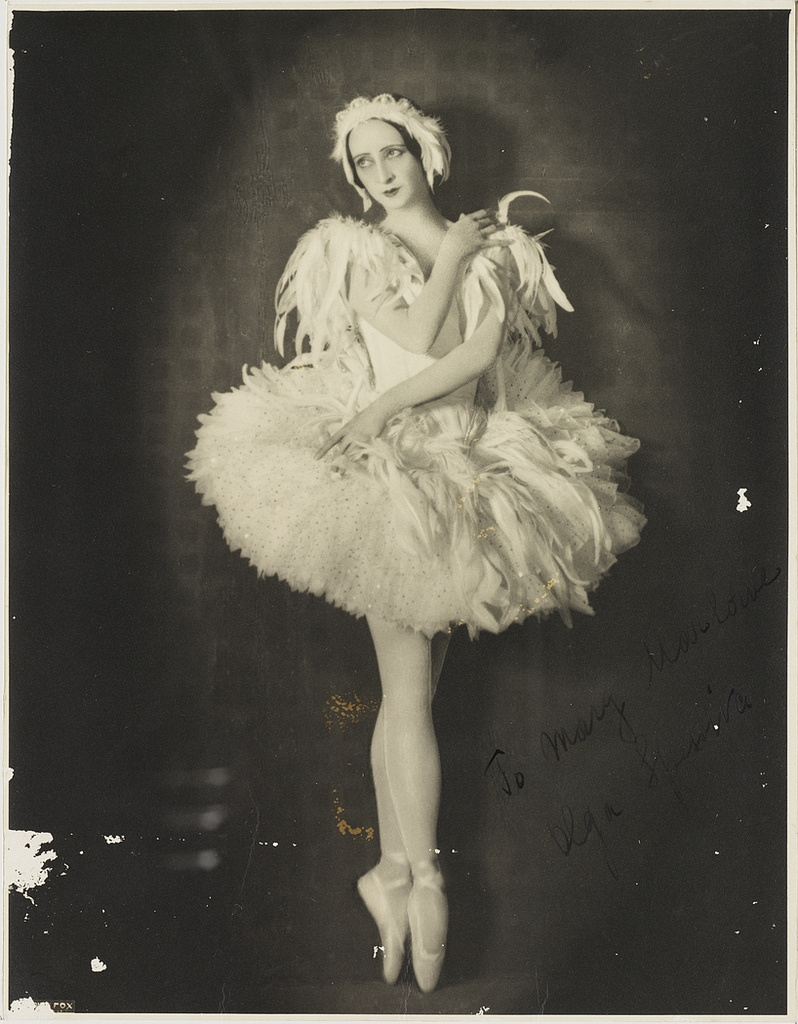
Ольга Спесивцева

Балет також почав розвиватися і в Лондоні, головним чином завдяки зусиллям двох жінок. Уродженка Польщі Марі Рамбер, яка також набула досвіду роботи з Російськими балетами, в 1926 році заснувала власний Балетний клуб (пізніше Rambert Dance Company), представивши нових хореографів, таких як Фредерік Ештон. Ще більш впливова Нінетт де Валуа пропрацювала з Російськими балети три роки, перш ніж в 1931 році створити Лондонський балет Віка-Вейлза (який пізніше став Королівським балетом), де Алісія Маркова була першою примою-балериною, що зіграла головні ролі в балетах з класичних постановок Маріїнського театру. 1937 року Маркова покинула його, щоб створити власну гастрольну трупу. А 10 років по тому Марго Фонтейн стала новою примою-балериною трупи. Пік її слави припав на 1961 рік, коли вона почала співпрацювати з Рудольфом Нурєєвим, першою роботу з яким став виступ в балеті «Жізель», вона продовжувала виступати аж до завершення кар'єри у 1979 році.

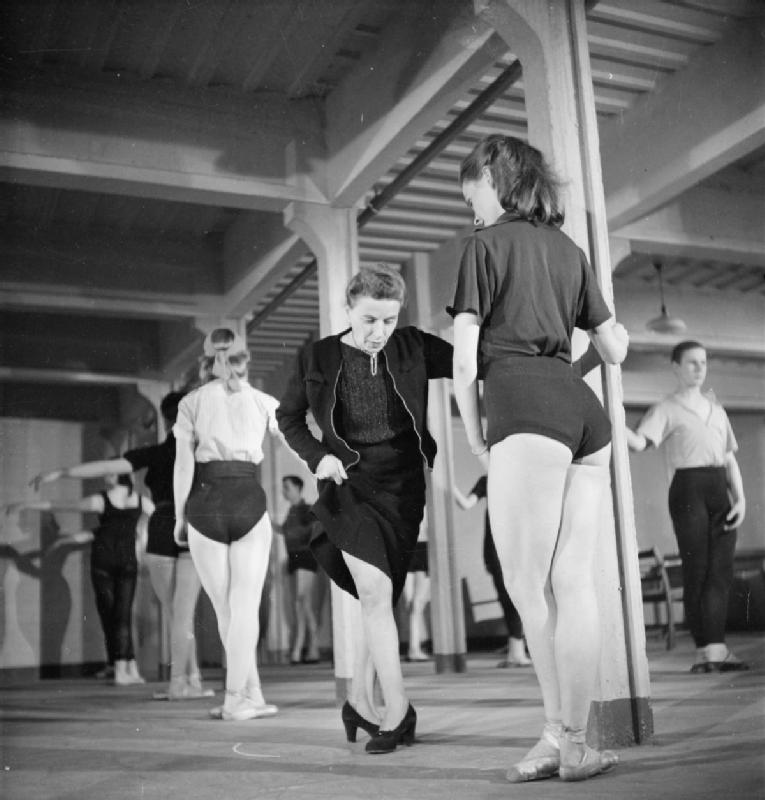
Марі Рамбер[en]
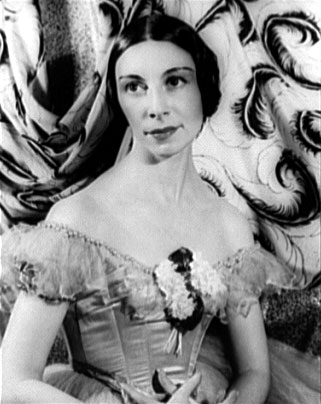
Алісія Маркова[en]
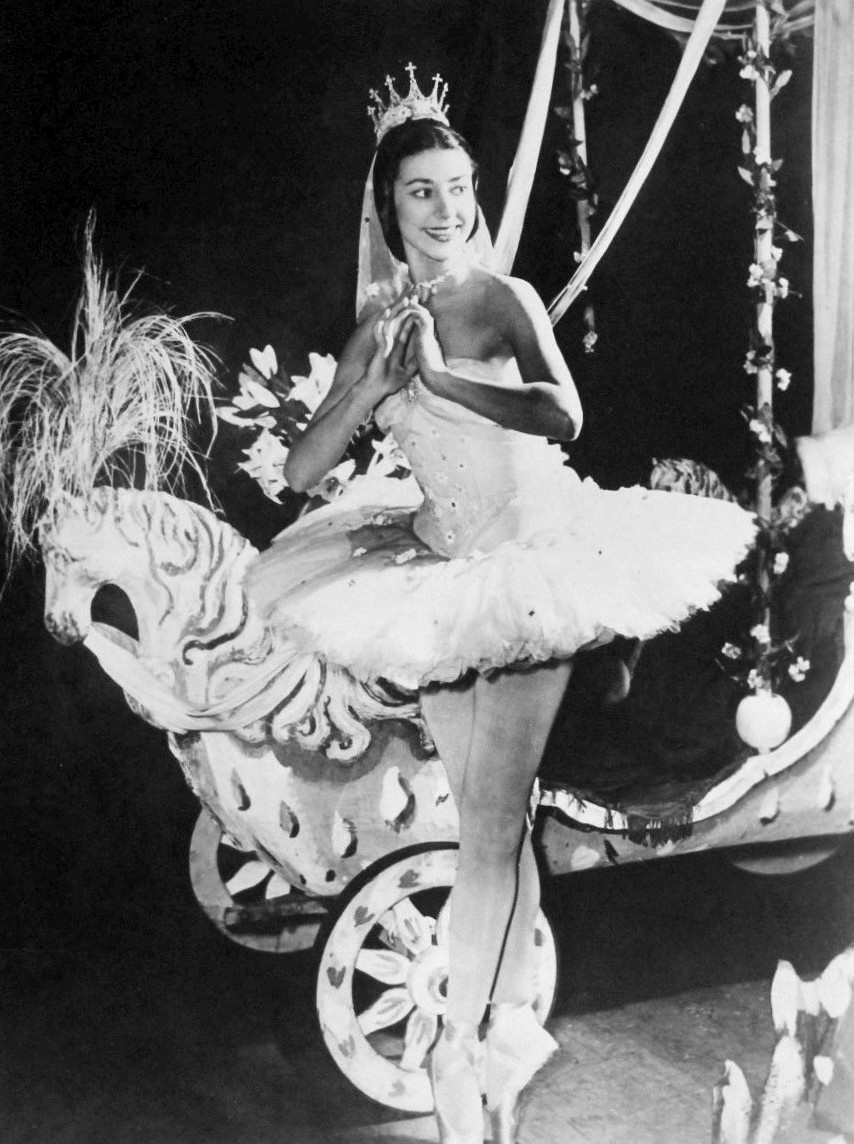
Марго Фонтейн

У міру розвитку балету в США Марія Толчіф, перша велика американська прима-балерина, була просунута хореографкою Броніславою Ніжинською, коли вона приєдналася до Російського балету Монте-Карло в Нью-Йорку в 1942 році. У 1944 році вона танцювала як солістка в аранжуваннях Джорджа Баланчина до «Пісня про Норвегію». Незабаром вона стала дружиною Баланчина, а після набула статусу зірки Нью-Йоркського міського балету. 
Лючія Чейз співзаснувала Американський театр балету в 1939 році й стала його художньою керівницею на понад 40 років, керуючи постановкою широкого спектру нових балетів. За ці роки з'явилося кілька видатних американських балерин, в тому числі Гілсі Кіркланд, яка виконала головну роль в «Жар-птиці», коли їй було всього 17 років, і Сюзанна Фаррелл, яка була зіркою «Дон Кіхота» Баланчина в 1965 році.

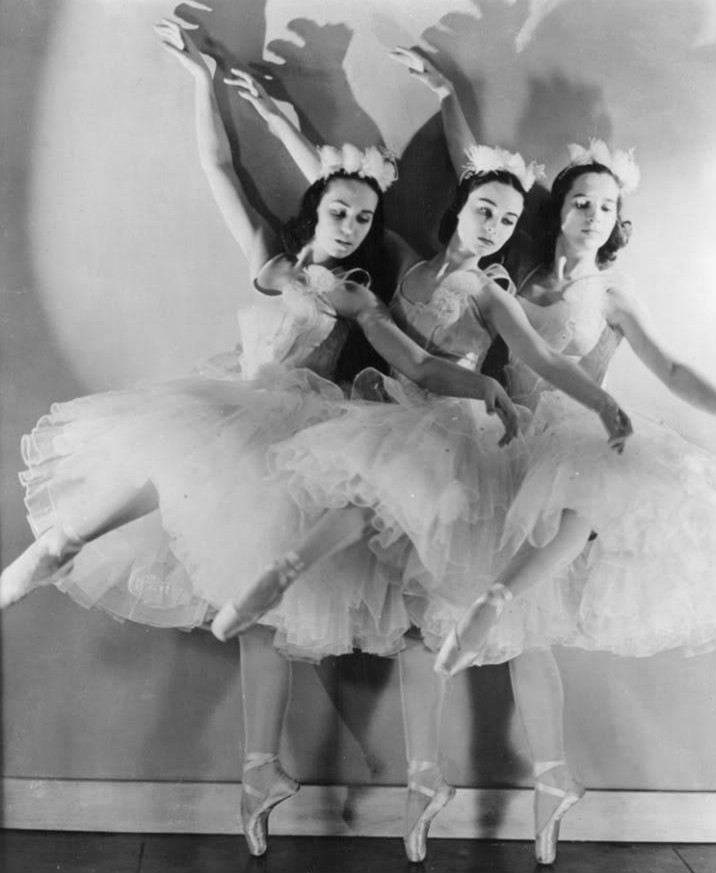
Російський балет Монте-Карло[en]
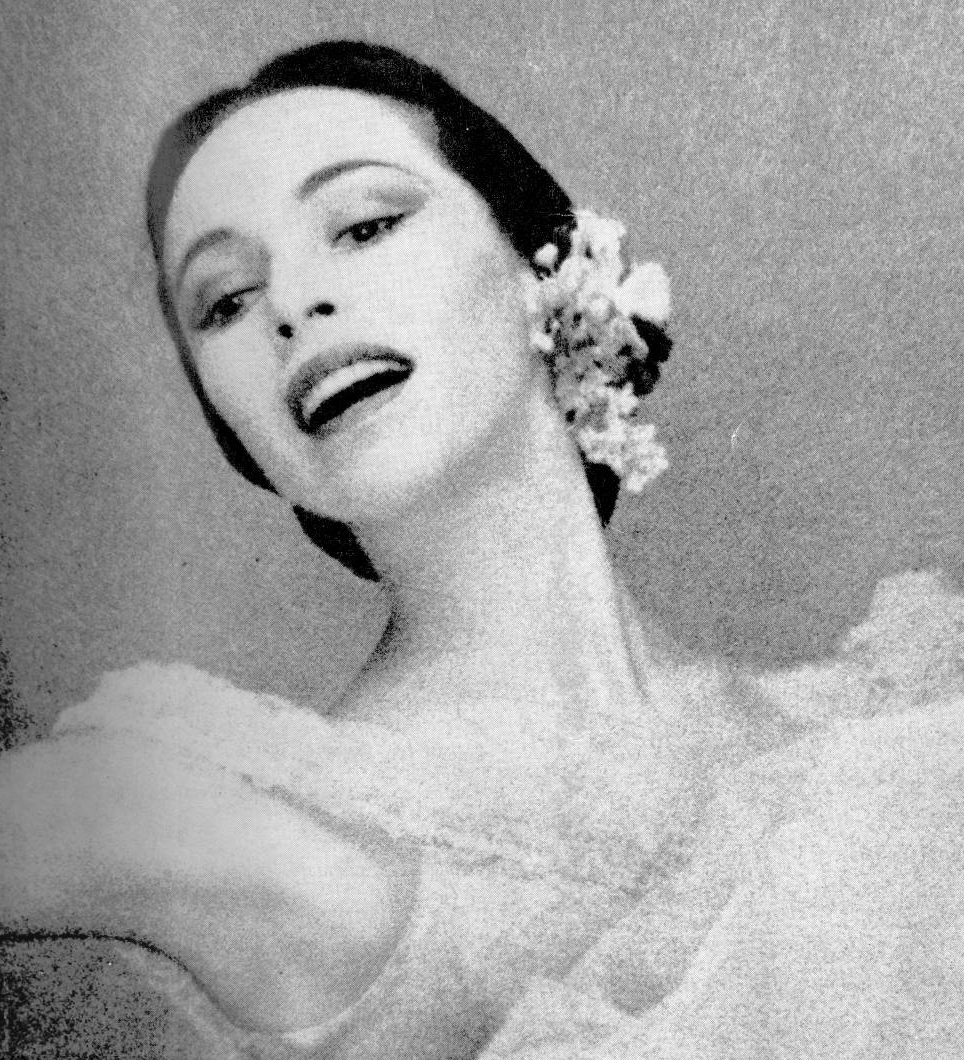
Марія Толчіф
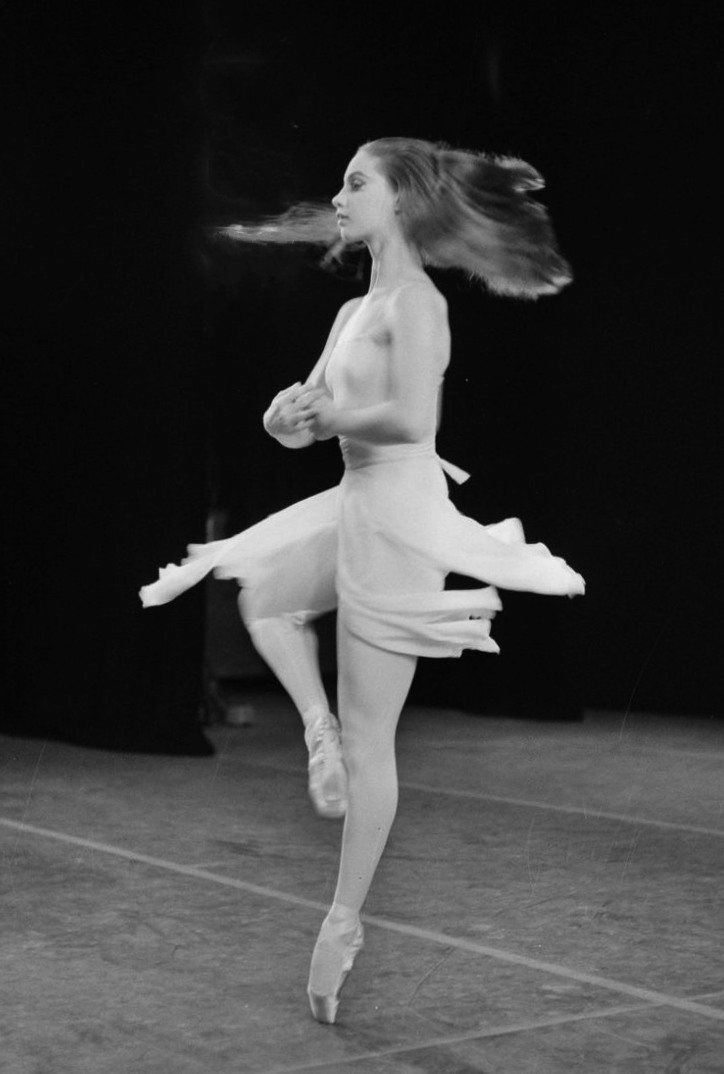
Сюзанна Фаррелл[en]

## Інші форми танцю

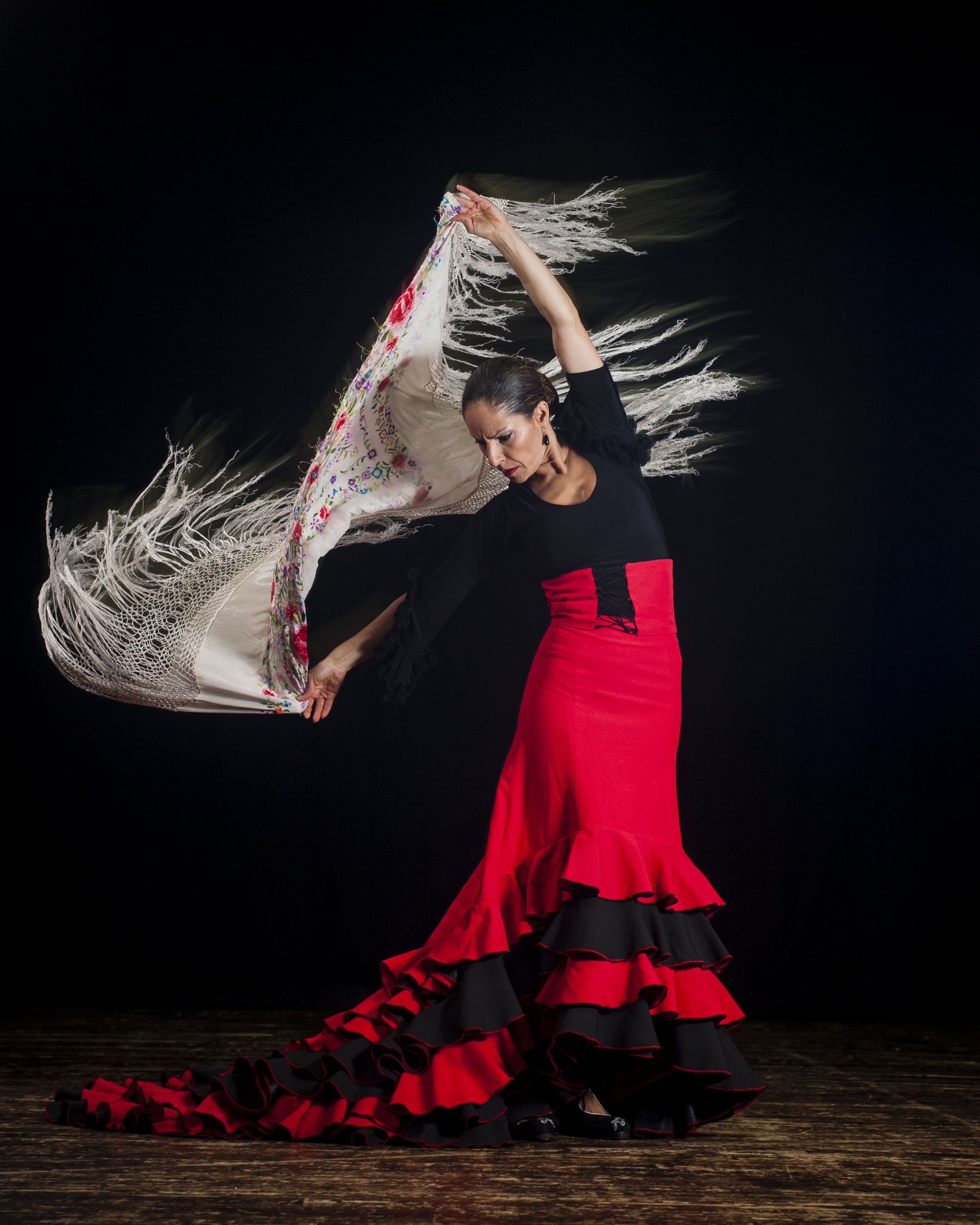
Танцюрист фламенко

Жінки зробили значний внесок у більшість інших форм танцю, зокрема фламенко, сучасний танець, експресіоністський танець, танець живота і кабаре, які привели до музичного театру.

### Фламенко
Музика фламенко виникла на півдні Іспанії в XV столітті, ймовірно, в результаті впливу маврів з можливим походженням в Індії. У той час як багато співаків, що з'явилися в XVIII столітті, були чоловіками, жінки дедалі більше набували популярності як танцюристки. Однією з найбільш ранніх була Хуана ла Макаррона, яка вперше виступила в Севільї зі співаком Сільверіо Франконетті, але незабаром стала популярною не тільки в Іспанії, але й у всій Європі. Серед представниць мистецтва фламенко також була Лола Флорес, відома своїм співом і танцями андалузького фольклору, особливо фламенко, копла і чотіс. Анхеліта Варгас вважається однією з найвеличніших зірок андалузького танцю фламенко, що гастролює Європою, США, Японією та Австралією.

### Сучасний танець у США
Під керівництвом жінок до кінця XIX століття почали розвиватися різні стилі сучасного танцю. Лої Фуллер з Чикаго вважається однією з піонерів у цьому напрямі. Вона використовувала власний природний підхід до руху та імпровізації, пізніше ставши зіркою театру Фолі-Бержер в Парижі. Важливим прикладом є натхненна грецьким мистецтвом Ісідора Дункан з Сан-Франциско, яка проклала шлях до сучасного стилю вільного танцю, вважаючи, що важливіше висловити суть життя через рух, ніж дотримуватия заповітів класичного балету. Рута Сен-Дені, яка виросла на фермі в Нью-Джерсі, розробила власні інтерпретації східного танцю як вираження спіритизму.. Американка Марта Грем мала значний вплив на розвиток сучасного танцю через свій однойменний Нью-йоркський центр сучасного танцю. Інші жінки, які зробили внесок у розвиток подій в середині XX століття: Доріс Гамфрі, яка займалася створенням постановок афроамериканських спіричуелів та Гелен Таміріс, яка зіграла важливу роль у постановці перших американських мюзиклів. Ще однією великою хореографкою бродвейських мюзиклів була уродженка Німеччини Ханя Хольм, учениця Мері Вігман.

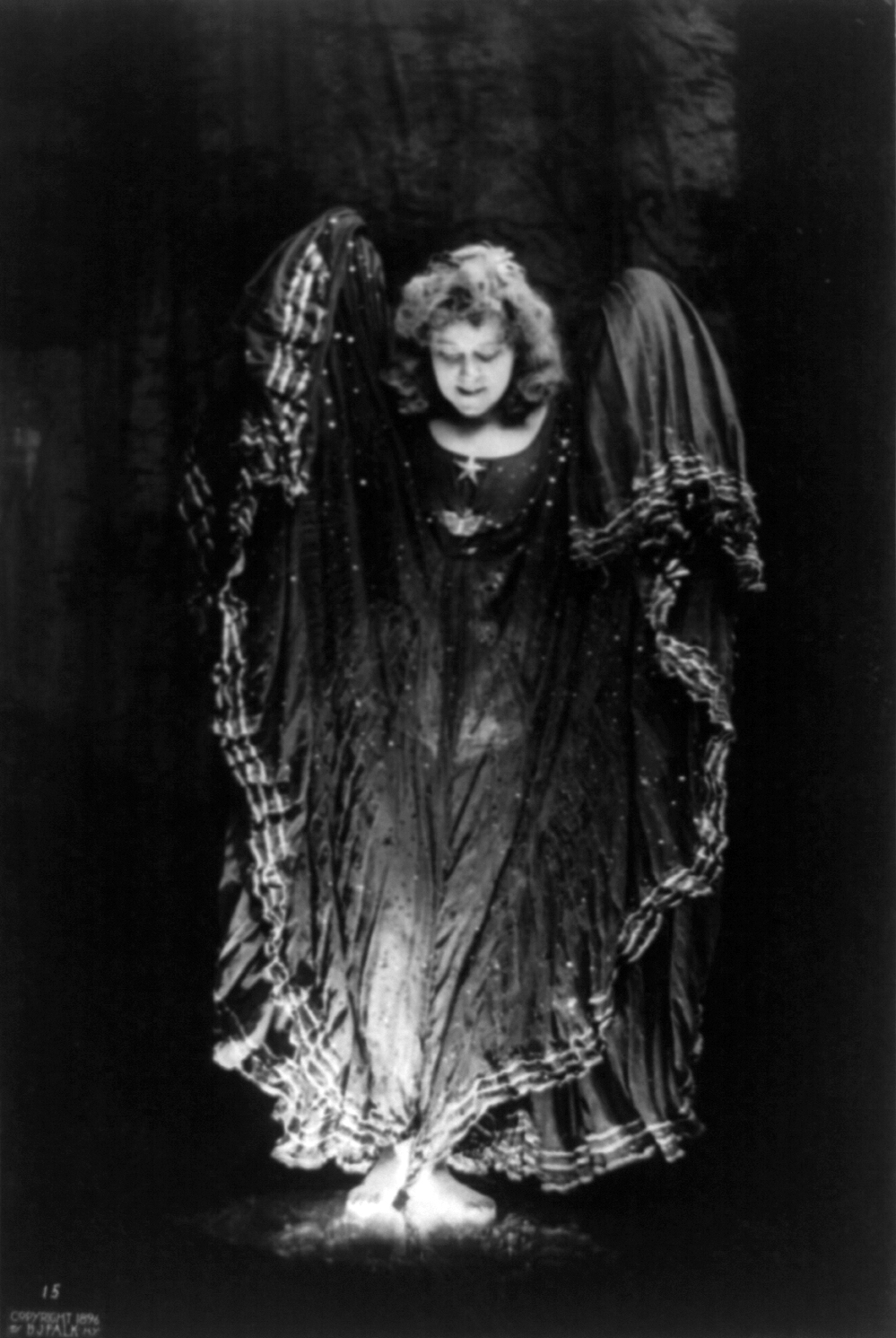
Лої Фуллер
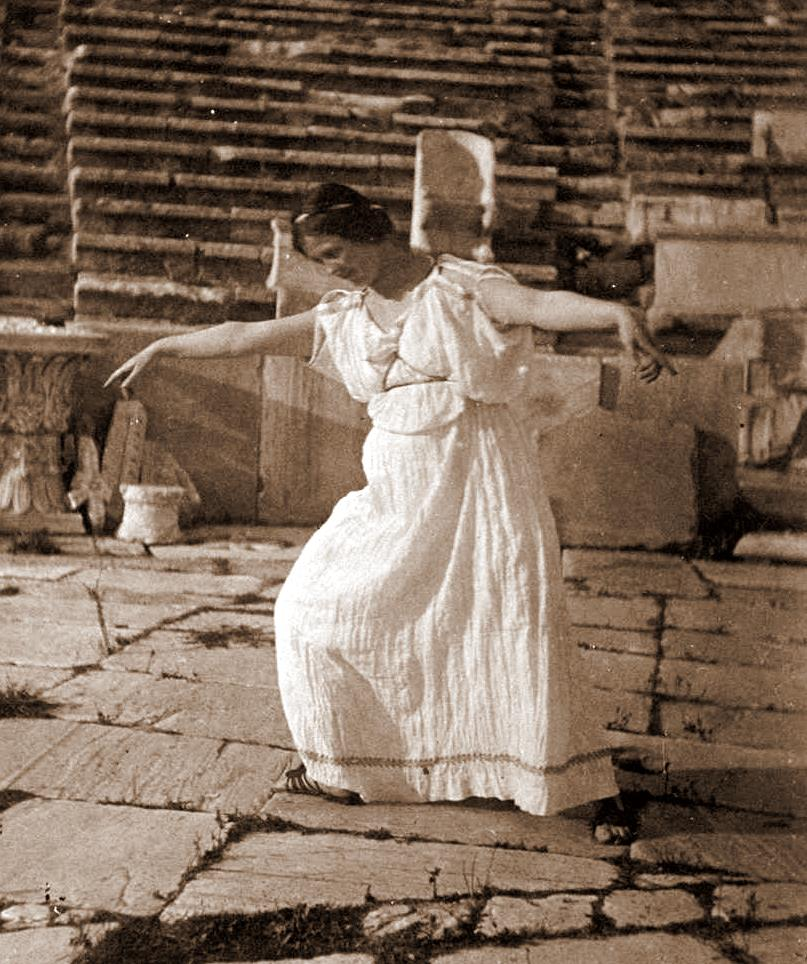
Ісідора Дункан
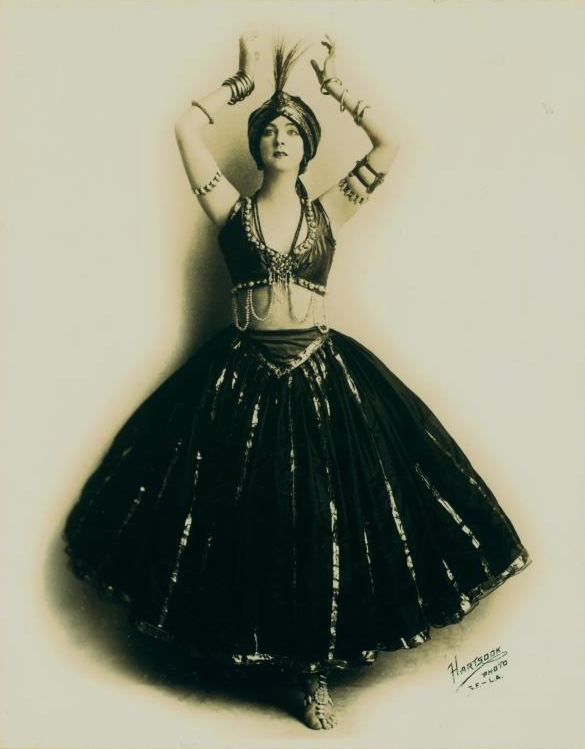
Рута Сен-Дені[en]
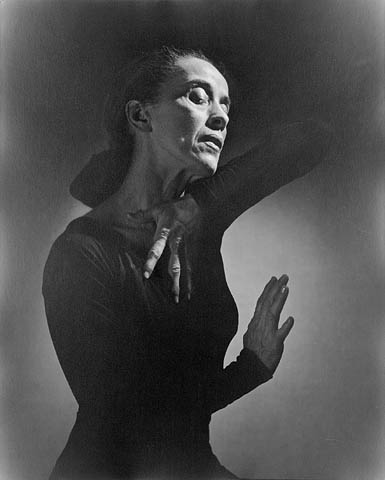
Марта Грем

### Експресіоністський танець
Творчинею експресіоністського танцю вважається німкеня Мері Вігман. Натхненна східною перкусією, вона часто підкреслювала похмуре у своїх творах. Серед танцюристок-експресіоністок виділяють хореографку Герту Файст з Німеччини. Вона заснувала власну школу в Берліні, поєднуючи гімнастику з нудизмом і танцями, хоча пізніше її амбіції були серйозно обмежені під час режиму націонал-соціалізму. Грета Палукка, теж соратниця Вігман, відкрила власні школи в Німеччині, що існували 1920-1930-х роках, але пізніше через її єврейське походження були закриті. Одна з її учениць, Дорі Хоєр, яка також була помічницею Мері Вігман, розробила власні танцювальні програми перед Другою світовою війною, що використовувалися в Німеччині, Нідерландах, Данії та Швеції. Після війни вона стала балетмейстеркою Гамбурзької державної опери.

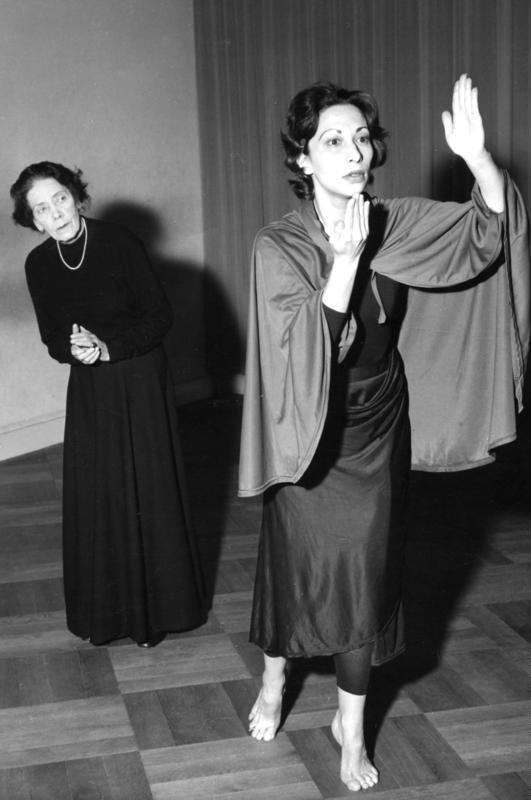
Мері Вігман
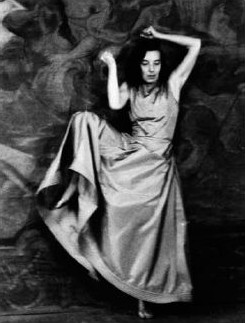
Грета Палукка[en]
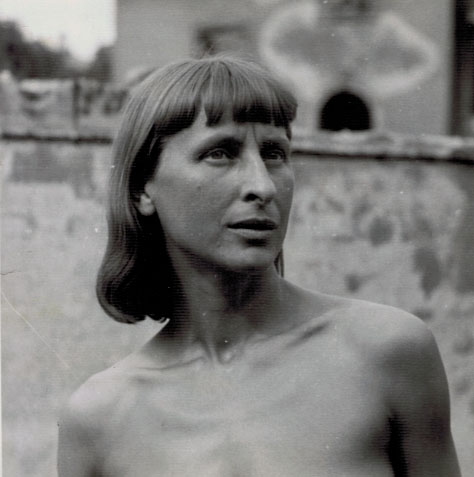
Дорі Хоєр[en]

### Танець живота
Хоча танець живота, імовірно, бере свій початок у далекому минулому, він був представлений у Європі й Північній Америці в кінці XIX століття. Кілька єгипетських кіноакторок виконували танець живота в мюзиклах 1930-1940-х років. Ранніми зірками цього виду танцювального мистецтва були Тахія Каріока, Самія Гамаль і Неллі Мазлум. З 1960-х років танець живота ставав усе популярнішим в США.

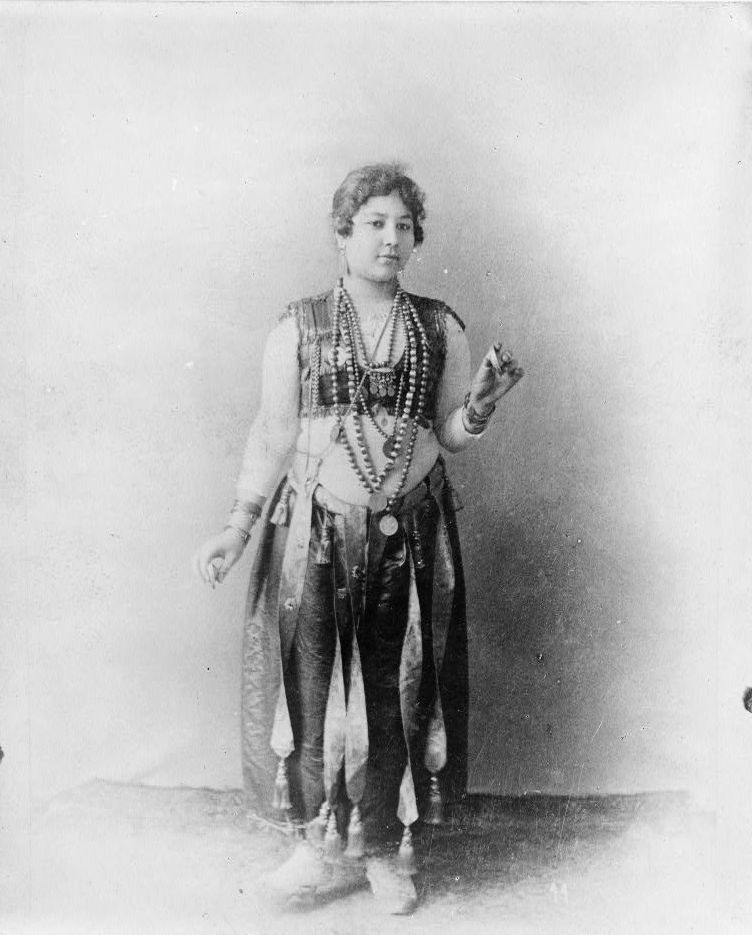
Єгипетська танцюристка живота
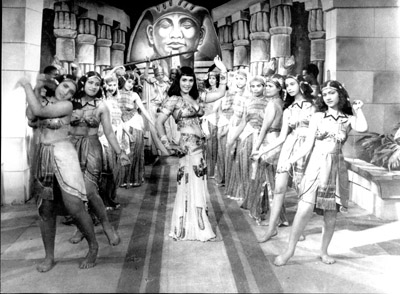
Тахія Каріока[en]
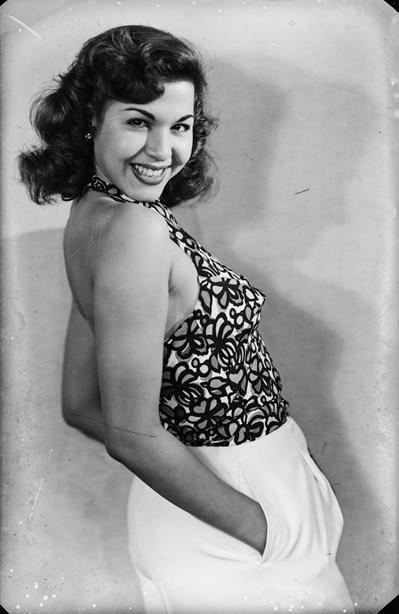
Самія Гамаль[en]
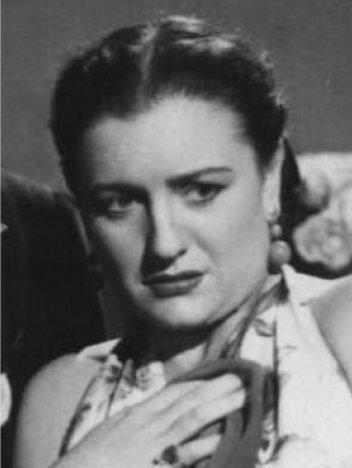
Неллі Мазлум[en]

### Кабаре
Жінки почали співати й танцювати в паризьких кабаре вже в 1890-х роках, підкреслюючи тіло спокусливими рухами, що виділяли груди та стегна. Більшість із них не мали танцювальної освіти, за винятком Клео де Мерод, яка покинула Паризьку опера, щоб виступати в Фолі-Бержер. Головною хореографкою була уродженка Алжиру Марікіта, яка стала балетмейстеркою в паризьких Фолі-Бержер та Комічній опері. Серед зірок того періоду були іспанка Кароліна Отеро з Галісії, що здобула популярність у Цирку Шарля Франконі в 1890 році, Емільєна д'Алансон, що танцювала в Фолі-Бержер, і голландка Мата Харі, яка з 1905 року прославилася своїм індонезійським храмовим танцем спочатку в Парижі, а потім і в інших європейських столицях. Ла Гулю у 1890-х роках танцювала канкан у Мулен Руж.

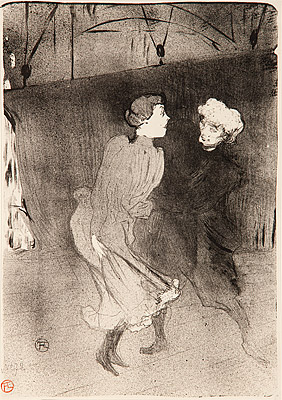
Марікіта[en] та Емільєна д'Алансон
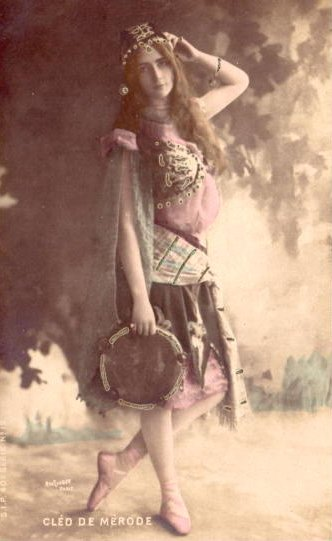
Клео де Мерод
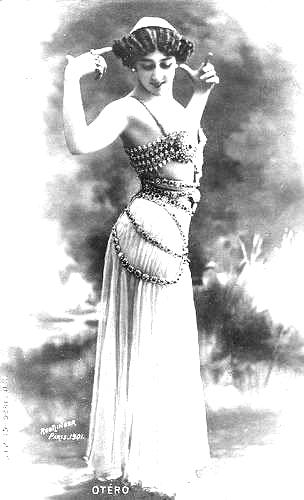
Кароліна Отеро
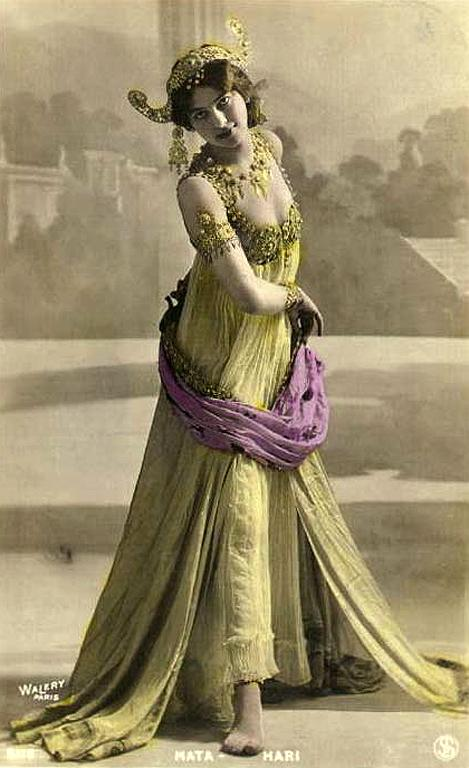
Мата Харі
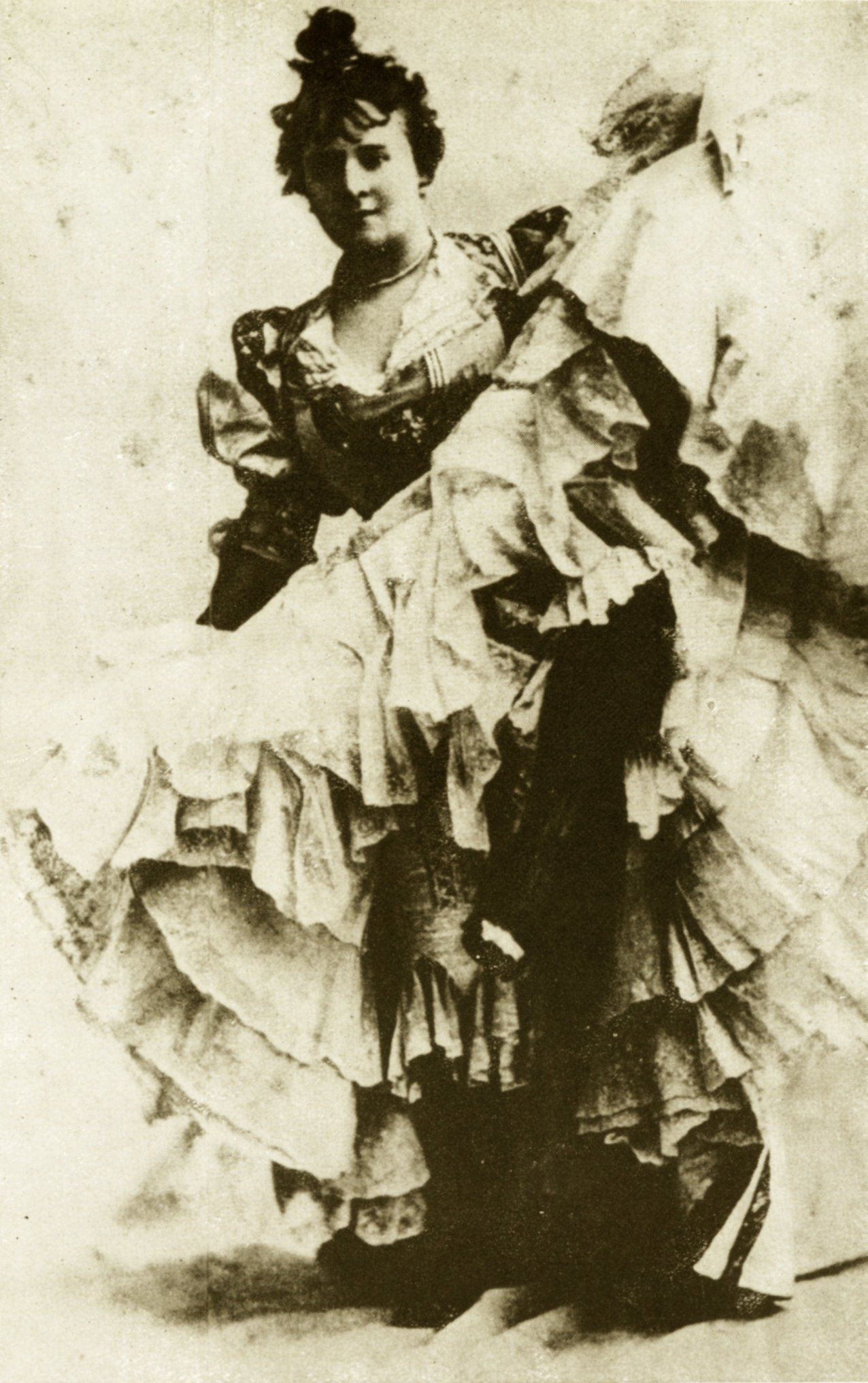
Ла Гулю[en]